# Грушевський Михайло Сергійович
Миха́йло Сергі́йович Груше́вський (29 вересня 1866 , Холм, Холмський повіт, Люблінська губернія, Королівство Польське, Російська імперія  — 26 листопада 1934, 24 листопада 1934 або 25 листопада 1934 , Кисловодськ, Північно-Кавказький край, РСФРР, СРСР ) — український історик, громадський і політичний діяч. Голова Центральної Ради Української Народної Республіки (1917—1918). Член Історичного товариства ім. Нестора-Літописця, член Чеської АН (1914), почесний член Київського товариства старожитностей і мистецтв (1917), академік ВУАН (1923) та АН СРСР (1929), багаторічний голова Наукового Товариства ім. Шевченка у Львові (1897—1913), завідувач кафедри історії Львівського університету (1894—1914), автор понад 2000 наукових праць.

## Життєпис

### Походження

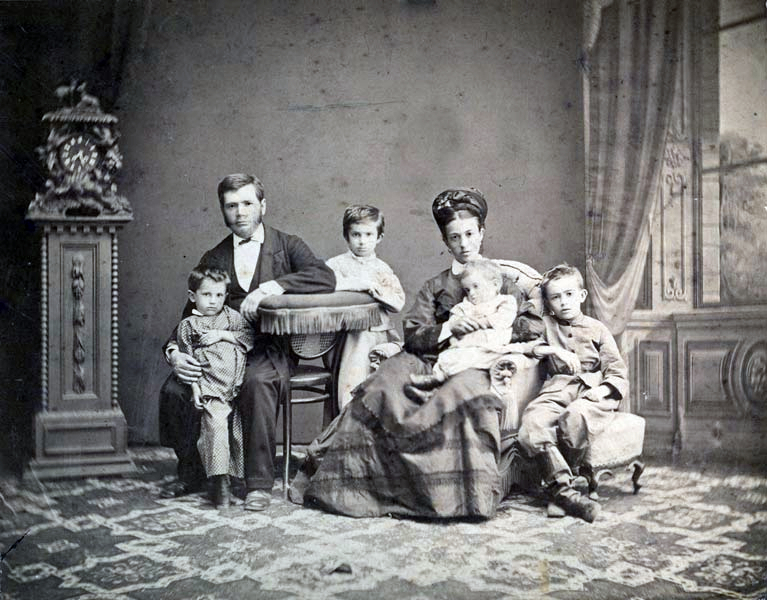
Сергій Федорович та Глафіра Захарівна Грушевські з дітьми. Зліва направо: Захар, Ганна, Федір, Михайло. Ставрополь, бл. 1876 р.

Михайло Сергійович Грушевський народився 17 (29) вересня 1866 року в містечку Холм, нині Люблінське воєводство Польщі, за тодішнім адмінподілом — Королівстві Польському, Російська імперія.
Батько — Сергій Федорович Грушевський, на той час працював викладачем у греко-католицькій гімназії. За сімейною традицією батько здобув духовну освіту, проте все життя пропрацював на педагогічній ниві: викладав у Переяславській і Київській семінаріях, працював директором народних шкіл на Кавказі, був автором відомого в дореволюційній Росії підручника з церковнослов'янської мови.
Мати — Глафіра Захарівна Опокова, походила з сім'ї священнослужителів із села Сестринівка. У 17-річному віці стала дружиною 30-річного професора Київської духовної семінарії Сергія Грушевського. Михайло Грушевський згадував своїх батьків як справжніх патріотів України, які зуміли виховати «тепле прив'язання до всього українського — мови, пісні, традиції» та пробудити в своїх дітях національне почуття.
Дід Михайла Грушевського — Захарій Іванович Оппоков, який благословив онука на навчання в Києві, в університеті Святого Володимира, був за життя нагороджений двома орденами Святої Анни, бронзовим хрестом, орденом Святого Рівноапостольного князя Володимира, — і йому було дароване дворянство.

### Дитинство та юнацтво

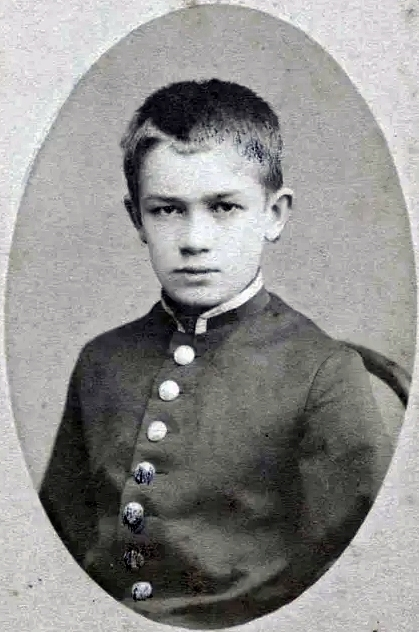
Михайло Грушевський у день вступу до Тифліської гімназії. Тифліс, 1880 р.

Історик народився і провів перші три роки свого життя: «в піарських будинках, де містилась семінарія і мав своє помешкання мій батько». Йдеться про будинок колишнього монастиря ордену піаристів та організовану ними на Люблінській вулиці школу для шляхетської молоді. Михайло був охрещений першим православним настоятелем церкви Іоанна Богослова в Холмі — протоієреєм Яковом Крашановським. Хрещення відбулося в самій церкві, або поруч на плебані. Хресними батьками стали дружина Ф. Лебединцева — Юлія (з відомого київського роду Григоровичів-Барських; нар. 1839 р. — пом. 1868 р. у Холмі) та Федір Кокошкин, комісар комісії селянських справ у Красноставі.
З дитячого життя Михайла Грушевського на Холмщині не залишилось документальних матеріалів, до нас дійшли лише про окремі епізоди, зокрема, відомо, що родина Грушевських літні місяці проводила в селі Терятин, що в 40 кілометрах від Холма. Горді цим терятинці в 1940 році місцеву школу назвали ім'я Михайла Грушевського.
1869 року, через стан здоров'я батька, сім'я переїхала на південь Російської імперії: спочатку до Ставрополя (1870—1878), згодом — до Владикавказа (1878—1880). Здобувши домашню початкову освіту, 1880 року Михайло був зарахований відразу до третього класу Тифліської гімназії. У цей час він із захопленням читав твори Миколи Костомарова, Пантелеймона Куліша, Михайла Максимовича. Під час навчання у гімназії Михайло написав свої перші оповідання, які надіслав до України відомому письменникові Іванові Нечую-Левицькому, котрий схвально їх оцінив. 1885 року майбутній історик, за підтримки Нечуя-Левицького, опублікував свої оповідання «Бех-аль-Джугур» та «Бідна дівчина».

### Навчання

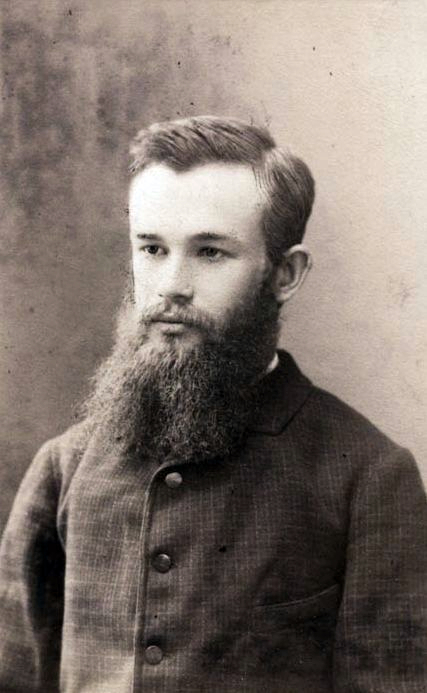
Михайло Грушевський, професорський стипендіат Університету св. Володимира. Київ, 1893 р.

У липні 1886 року Грушевський написав письмове звернення до ректора Київського університету Св. Володимира з проханням зарахувати його на історичне відділення історико-філологічного факультету.
Роки навчання Грушевський згадував з певним розчаруванням, то був час занепаду Київського університету. Російська влада нещодавно провела університетську реформу, аби не допустити «вільних» думок у студентів. Викладачі, втомлені численними нагінками та можливістю переслідування з боку влади, намагались уникати співпраці зі студентами.
В університеті Михайло Грушевський працював під керівництвом Володимира Антоновича. За його керівництва, Грушевський написав чимало невеликих історичних есе, зокрема, статтю «Южно-русские господарские замки в половине XVI века» (1887), що була опублікована різними газетами й журналами. На третьому курсі Грушевський написав наукову роботу «История Киевской земли от смерти Ярослава до конца XIV века», яку 1891 року було відзначено золотою медаллю.
Протягом 1890—1894 років — професорський стипендіат Університету Св. Володимира. У цей час Грушевський їздив у наукові подорожі до Москви та Варшави, аби працювати у місцевих архівах. У травні 1894 захистив магістерську дисертацію «Барское староство. Исторические очерки».
Наприкінці свого університетського навчання, Грушевський долучився до українського руху. Володимир Антонович ввів його до складу київської «Громади», таємної організації, що згуртувала довкола себе справжніх патріотів України. У межах громадівської діяльності, Грушевський опікувався українським гуртком у київській духовній семінарії. У нього вдома часто відбувались таємні сходини семінаристів.

### Львівський період

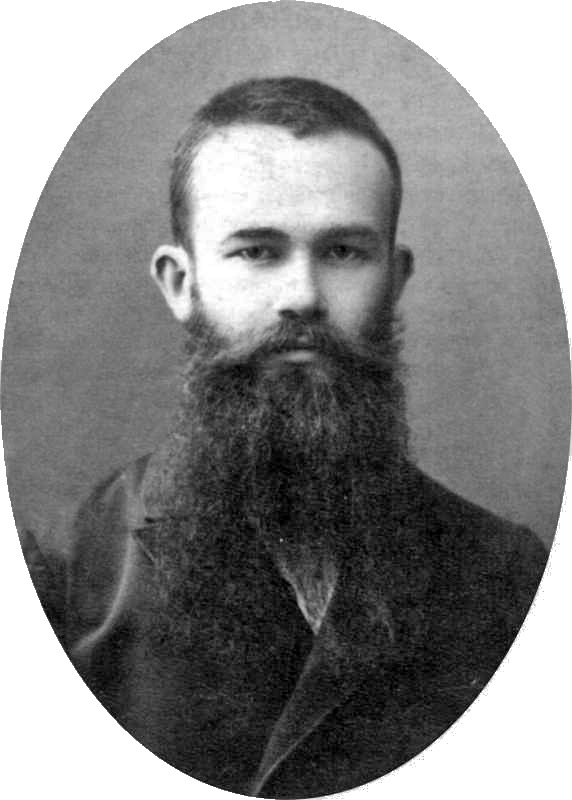
Михайло Грушевський. Київ, 1894 р.

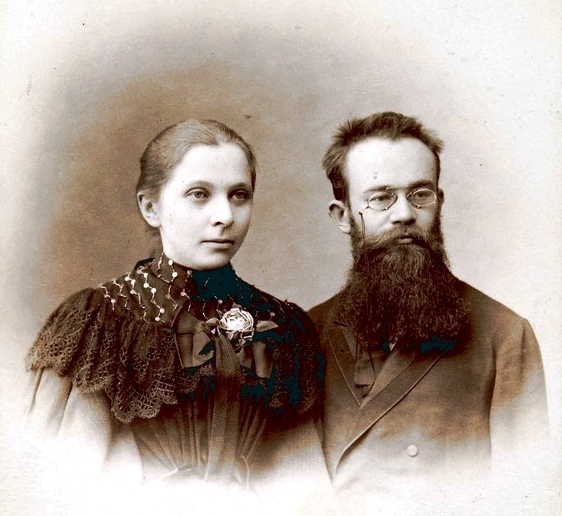
Марія та Михайло Грушевські у рік одруження

Переїхавши 1894 року з Києва до Львова, він за рекомендацією Володимира Антоновича призначений на посаду ординарного професора кафедри всесвітньої історії з окремим оглядом історії Східної Європи Львівського університету. (Це була окрема кафедра, де вивчалася історія України, але дозволити акцентувати на такій назві в навчальній установі поляки не могли.). 12 жовтня 1894 Грушевський зробив свій перший вступний виклад у Львівському університеті. Цей виступ із ентузіазмом був сприйнятий українською громадськістю, велика зала ледве зуміла вмістити всіх охочих. На цій посаді Грушевський пропрацював до 1914 року.

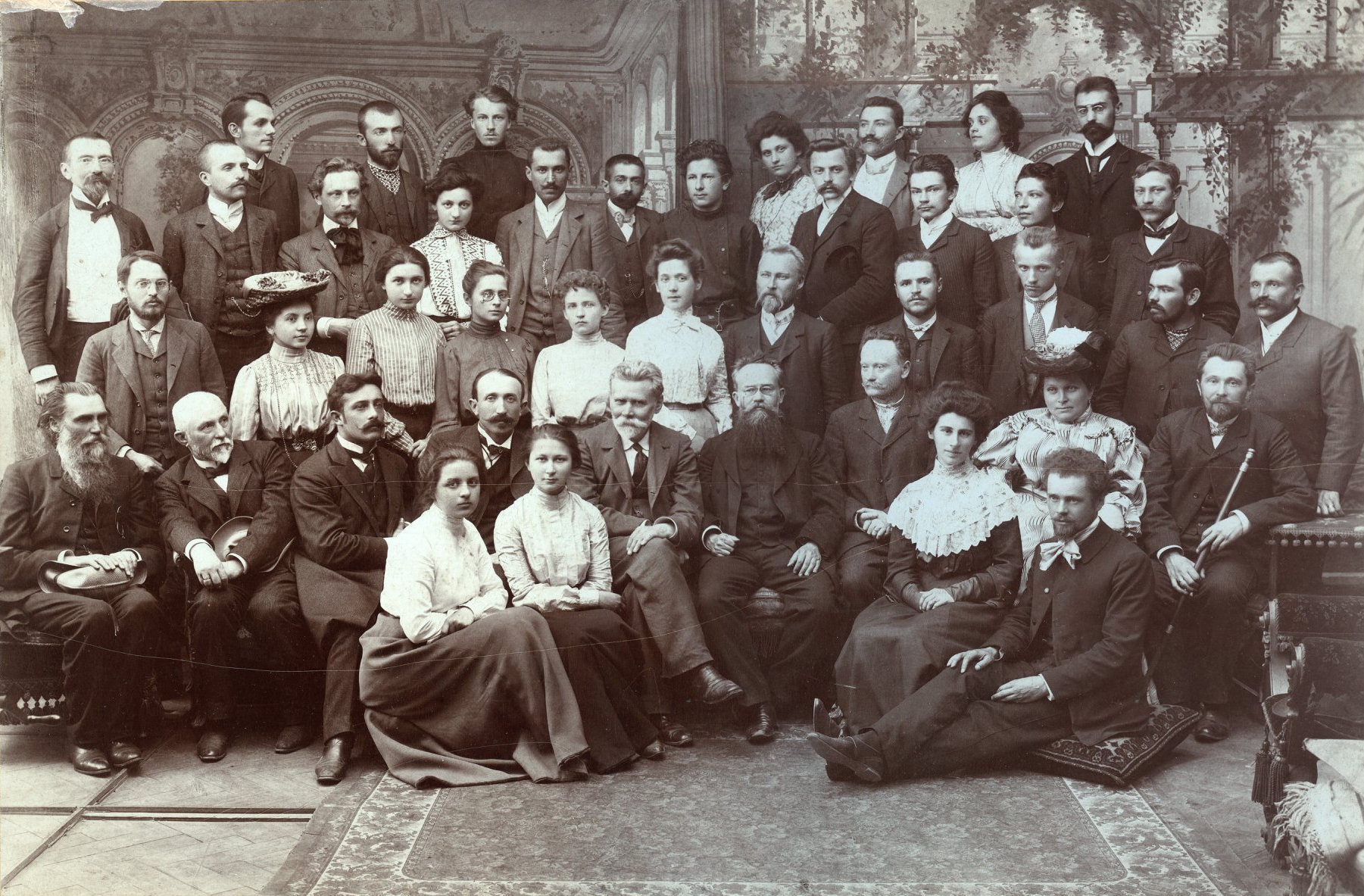
Викладачі та студенти Наукових курсів українознавства у Львові (організованих ТПУНЛШ), 5 липня 1904 р. Зліва направо: перший ряд (сидять): М. Дверницька, В. Чикаленківна, А. Трушева, І. Труш;
другий ряд (сидять): П. Рябков, Т. Ревакович, І. Брик, М. Ганкевич, Хв. Вовк, М. Грушевський, І. Франко, М. Грушевська, Вол. Гнатюк;
третій ряд (стоять): Вол. Дорошенко, М. Підлісецька (Мудракова), Г. Чикаленківна, К. Голицинська, О. Андрієвська, М. Липа, І. Липа, Ф. Шолудько, В. Панейко, Л. Сміщук, Л. Гарматій;
четвертий ряд (стоять): Вол. Лаврівський, Е. Голицинський, Юл. Бачинський, М. Крушельницька (Дроздовська), Дм. Дорошенко, Я. Грушкевич, Л. Чикаленко, Мих. Грушкевич, Ст. Дольницький, А. Хомик, М. Росткович;
п'ятий ряд (стоять): Юл. Ситник, Ол. Скоропис, Дм. Розов, Д. Старосольська (Шухевичівна), Вол. Загайкевич, Т. Єрми (п-ні Боднарова), Мих. Мочульський.

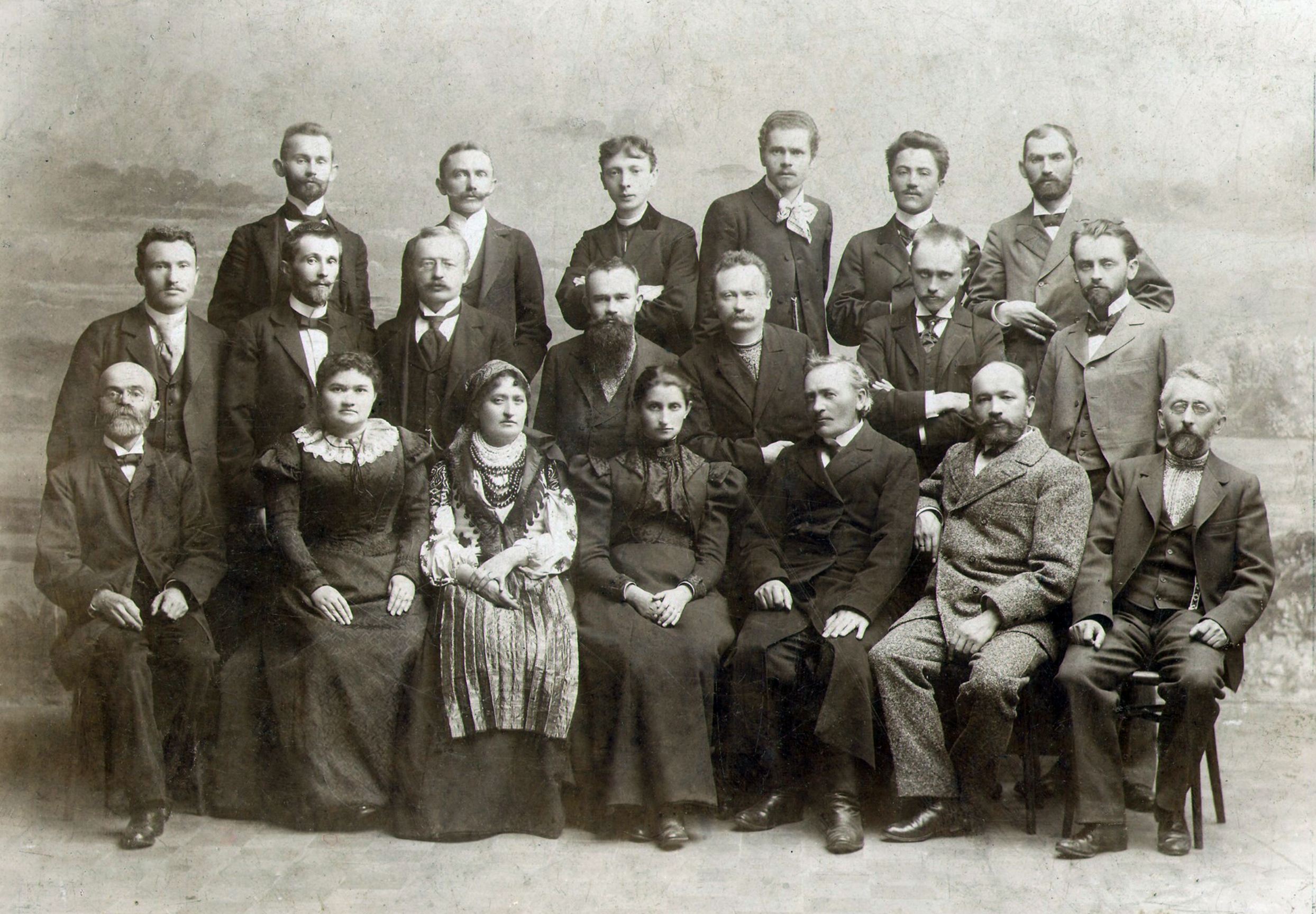
Учасники з'їзду українських письменників у Львові з нагоди 100-річчя виходу в світ «Енеїди» Котляревського, 1898 р: Сидять у першому ряду: Михайло Павлик, Євгенія Ярошинська, Наталія Кобринська, Ольга Кобилянська, Сильвестр Лепкий, Андрій Чайковський, Кость Паньківський (старший). Стоять у другому ряду: Іван Копач, Володимир Гнатюк, Осип Маковей, Михайло Грушевський, Іван Франко, Олександр Колесса, Богдан Лепкий. Стоять у третьому ряду: Іван Петрушевич, Філарет Колесса, Йосип Кишакевич, Іван Труш, Денис Лукіянович, Микола Івасюк

У Львові Грушевський розпочав активну науково-організаційну діяльність у Науковому товаристві ім. Шевченка (НТШ), з яким почав співпрацювати ще в 1892 році. Очолив Історико-філософську секцію Наукового товариства імені Шевченка, створив і очолив Археографічну комісію НТШ (1896—1913). Грушевський залучив до роботи в НТШ студентів, молодих викладачів. Він займався редагуванням «Записок Наукового товариства імені Шевченка», і саме завдяки його організаторським здібностям вдалося видати більш ніж 100 томів. У цей час він познайомився з Іваном Франком і разом вони привернули міжнародну увагу до україністики.
На початку 1897 року Михайла Грушевського обрали головою НТШ (1897—1913). Під його керівництвом розроблені статути НТШ (1896, 1898, 1901, 1903, 1904 років), в основу яких були покладені суто наукові, а не політичні й культурні завдання, що викликало опозиційні настрої щодо нього. Реорганізуючи НТШ в академічну установу світового рівня (створення бібліотек, музеїв, збирання архівного матеріалу), Грушевський сприяв переходові української науки в Східній Галичині від поодиноких індивідуальних історичних пошуків до організованого, колективного й систематичного вивчення історії України та створив власну наукову школу (Іван Крип'якевич, Василь Герасимчук, Степан Томашівський, Іван Джиджора, Михайло Кордуба, Іван Кревецький, Омелян Терлецький), яка виконувала освітню (підготовка істориків-професіоналів) і дослідницьку (вивчення широкого кола проблем історії України) функції.
26 травня 1896 року в церкві святого Миколая в містечку Скала (нині смт Скала-Подільська) Михайло Грушевський обвінчався з Марією Вояківською.
Протягом 1897—1898 років Грушевський написав 1-й том своєї фундаментальної праці — «Історія України-Руси», наприкінці 1898 року ця робота була надрукована у Львові. Незабаром Грушевський видав ще два томи своєї праці. Ця робота була щиро прийнята в Галичині, проте заборонена російським урядом.
Перебуваючи в Галичині, Грушевський намагався триматися осторонь від політики, проте 1899 року він разом із Іваном Франком увійшов до Української національно-демократичної партії та очолив міське відділення. Але незабаром, через небажання відлучатись від наукової роботи, вийшов із неї.
1898 року товариству пожертвував 80 тисяч крон професор хірургії Військово-медичної академії в Петербурзі Павло Пелехін, а згодом ще 10 тисяч. За ці кошти було придбано у Львові будинок, де розташувались друкарня й палітурня. Паралельно з розширенням матеріальної бази НТШ дедалі активніше розгортало наукову діяльність, яка особливо пожвавилась після приїзду до Львова М. Грушевського. Але ще до цього заходами О. Кониського було започатковано видання «Записок НТШ», перший том яких під редакцією Ю. Целевича вийшов наприкінці 1892 року.
Для розвитку української літератури Грушевський разом з Франком заснував і видавав «Літературно-науковий вістник» (Львів, 1898—1905, Київ, 1905—1907), був одним з організаторів Української видавничої спілки (1899 рік).
1904 року власним коштом відкрив приватну вчительську семінарію у місті Коломия.
Восени 1905 року Михайло Грушевський виїхав до України, де відвідав Київ, Одесу та Харків.

### Повернення до Києва

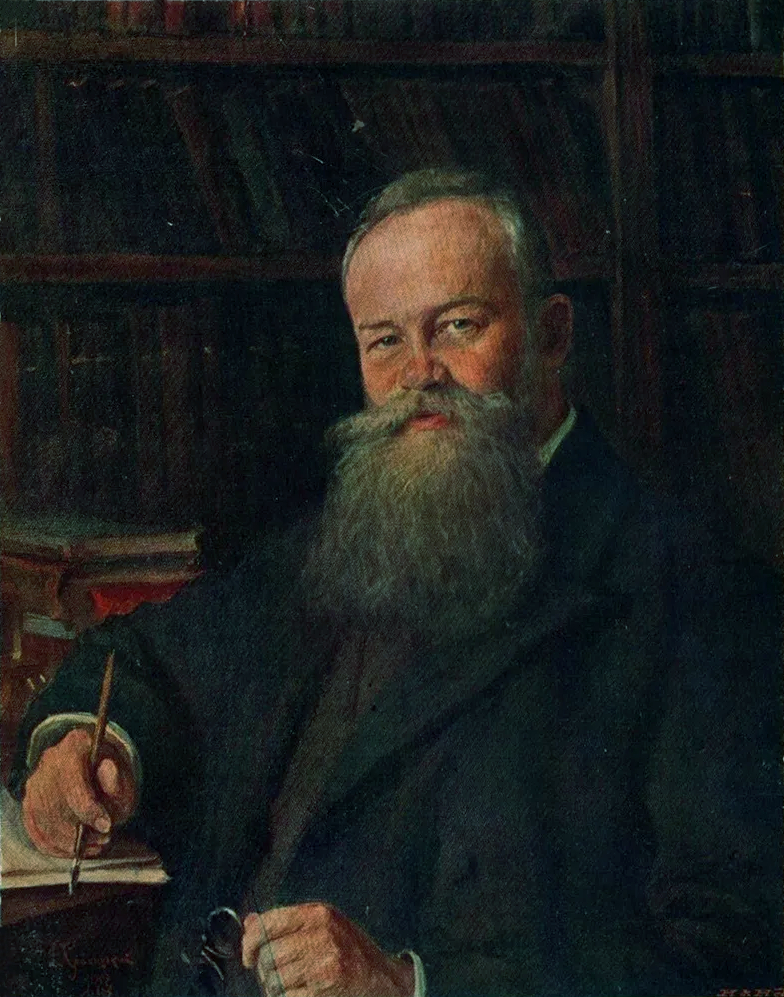
Портрет Михайла Грушевського. Худ. Фотій Красицький, 1907 р.

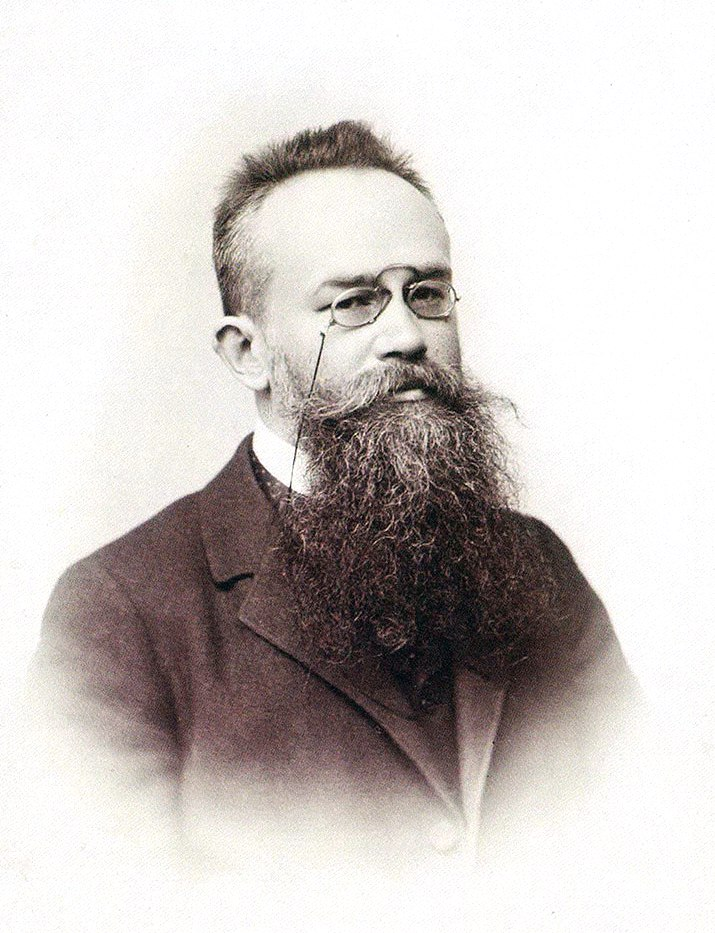
Михайло Грушевський. Львів, 1904 р.

Революційні події в Росії 1905 року, що призвели до послаблення політики царату щодо національного розвитку українців, а також тиск польських чиновників зумовили повернення Грушевського до Києва.
Влітку 1906 року Грушевський виїхав до Петербурга, де тоді працювала Державна дума, і взяв активну участь у діяльності Української Фракції, Українського Клубу та в роботі редакції заснованого тоді «Український вісник».
Наприкінці 1906 року до Києва було перенесене видання «Літературно-наукового вістника» і Грушевський опублікував у ньому статті присвячені українському рухові. Був одним із організаторів та редакторів газети «Рада» (1906 рік) і часопису «Україна» (1907—1914). Після організації Українського Наукового Товариства в Києві весною 1907, був обраний його головою. Водночас Грушевський очолював і львівське товариство, постійно перебуваючи то у Києві, то у Львові.
У вересні 1907 року, за участі Грушевського, що увійшов до його керівництва, було створене нелегальне позапартійне українське громадське об'єднання — Товариство українських поступовців, що згуртувало сили українства й до 1917 року було єдиною діяльною українською організацією ліберального напряму. Свою політичну платформу Грушевський базував у той час на принципах конституційного парламентаризму й автономії України.

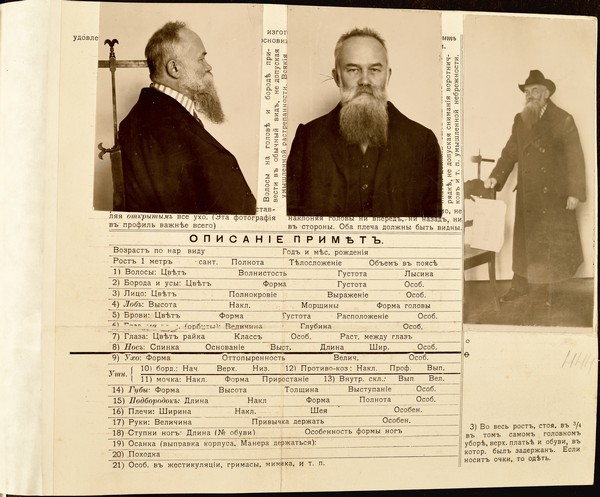
Картка, яку російські жандарми зробили на Грушевського, після того як заарештували його у 1914 р.

Початок Першої світової війни Грушевський зустрів у своєму маєтку в селі Криворівня в Карпатах. Через воєнні дії він не зміг одразу вирушити до Києва. Його маршрут проліг через Угорщину, Австрію, а далі Румунією, що на той момент була нейтральною державою.
Повернувся історик до Києва 22 листопада 1914 року. Російська влада була вороже налаштована до вченого, наказ по губернському жандармському управлінні про його ув'язнення був датований ще 30 серпня 1914 року. 28 листопада 1914 року Грушевського заарештували за звинуваченням у австрофільстві, шпигунстві та причетності до створення Легіону Українських січових стрільців. Утримували його у Лук'янівській в'язниці до 18 лютого 1915, за цей час його допитували не менше 16 разів. Слідство вів підполковник Самохвалов.
Відправлений на заслання до Симбірська власним коштом у супроводі одного конвоїра, куди прибув 22 лютого 1915 року. Склав головування в УНТ. Завдяки клопотанню Петроградської академії наук, Грушевському було дозволено переїхати до міста Казань та займатися науковою роботою з забороною викладацької діяльності. До Казані Грушевський переїхав з родиною 2 вересня 1915 року.
31 березня 1916 року вчена рада Львівського університету позбавила його посади професора. У вересні 1916 року переїхав до Москви, де розгорнув активну громадсько-політичну діяльність. Відновив роботу московської філії Товариства українських поступовців, брав участь у роботі видавництва «Украинская жизнь». Прагнув об'єднати опозиційні українські сили. Продовжував наукову роботу, працював у архіві МЗС Російської імперії, Румянцевській бібліотеці над матеріалами до 8-го тому «Історії України-Руси».
Волю йому принесла Лютнева революція у Петрограді.

### У Центральній Раді

#### 1917 рік
3 (16) березня 1917 року в Києві почалося формування Української Центральної Ради, яка 7 (20) березня заочно обрала Грушевського головою (це рішення було одностайно підтверджене 6 (19) квітня на Всеукраїнському національному конгресі). Грушевський приєднався до Української партії соціалістів-революціонерів. Викликаний телеграмою, 13 (26) березня він повернувся з Москви до Києва. У Києві намагався надати стихійному українському рухові організованості, ставив питання про культурне відродження українського суспільства (заснування національних шкіл, політичних товариств). 14 (27) березня виступив на Київському кооперативному з'їзді з вимогою національно-територіальної автономії України у федеративній Російській республіці, вважаючи це найближчим шляхом до самостійності України.

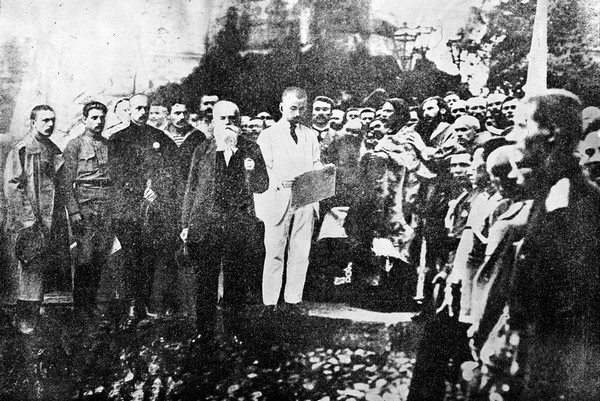
Проголошення Першого Універсалу УЦР після молебню на Софійській площі. Читає М. Ковалевський. У центрі — Грушевський

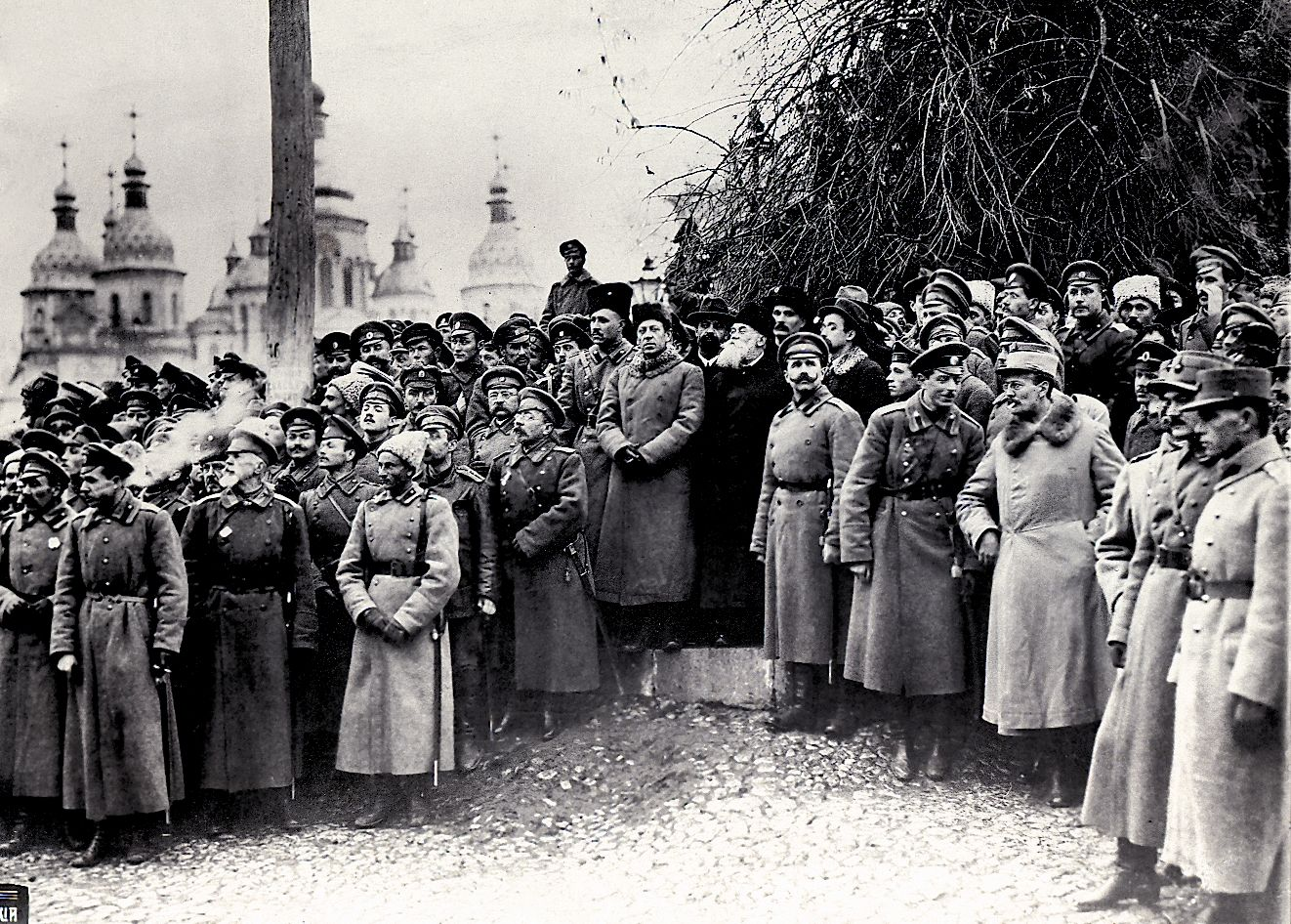
Проголошення Третього Універсалу УЦР на Софійській площі в Києві. У центрі — Грушевський

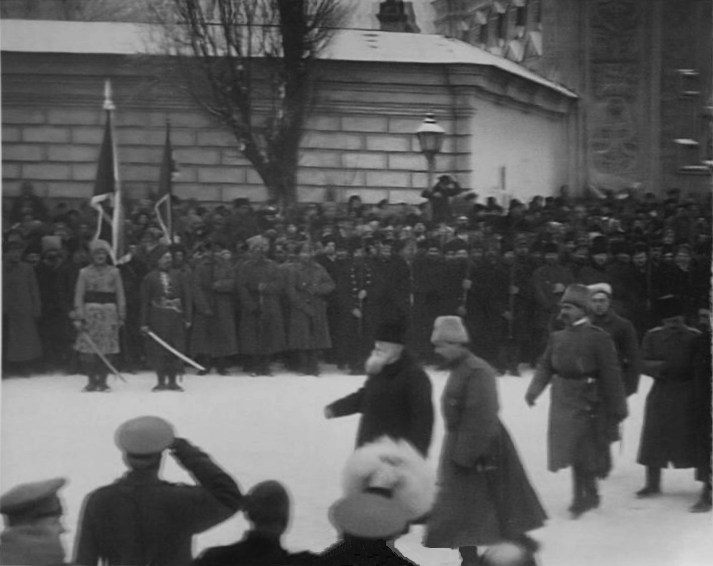
Михайло Грушевський на військовому параді у Києві взимку 1917 року

Михайло Грушевський вперше головує на засіданні Центральної Ради 28 березня. «Збори вітають п. Грушевського», — відзначено в протоколі. З його поверненням багато хто пов'язував надії на припинення суперечностей й об'єднання демократичних сил. Володимира Науменка обирають заступником голови Центральної Ради.
10 (23) червня Грушевський брав участь у проголошенні I Універсалу УЦР. Звернувся до всіх українців із закликом самостійно організовуватися та братися до негайного закладення підвалин автономності. Як голова УЦР добивався від Тимчасового уряду поступок Україні. 25 жовтня (7 листопада) збройний переворот більшовиків у Петрограді на чолі з Володимиром Леніним й невизнання ними УЦР поклали край сподіванням Грушевського про перетворення Росії на федеративну республіку. 7 (20) листопада УЦР під головуванням Грушевського III Універсалом проголосила Українську Народну Республіку.
Протягом свого керівництва Грушевський активно працював над питаннями автономії України, спочатку пропонуючи федерацію з ліберально-демократичною Росією. Однак погляди Грушевського змінилися після того, як більшовики спалили його будинок у Києві, що призвело до загибелі його матері. Цей трагічний випадок вплинув на його політичну позицію і ставлення до більшовиків.

#### 1918 рік

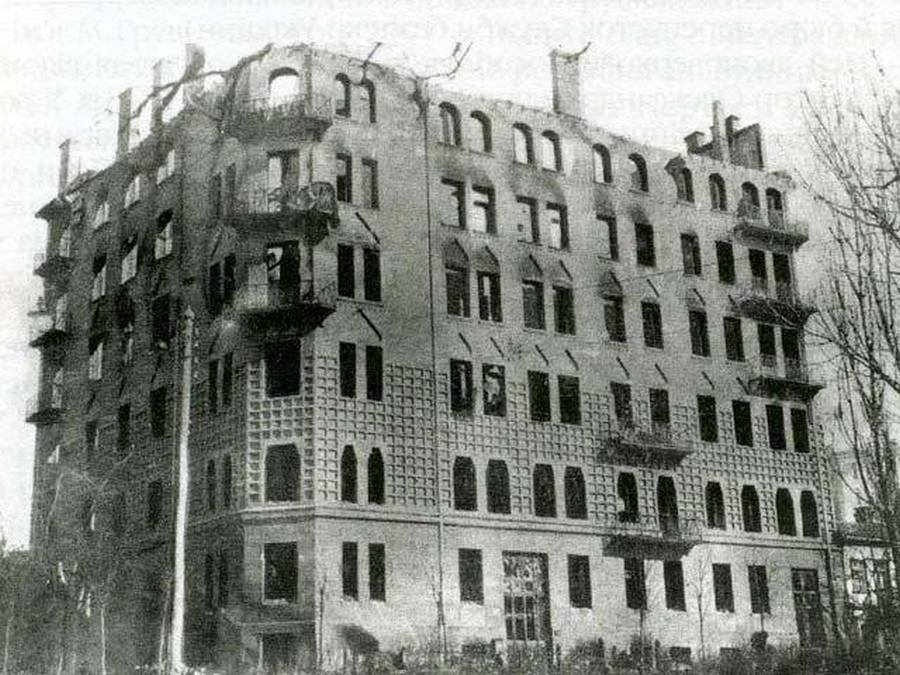
Зруйнований будинок М.Грушевського у Києві (1918)

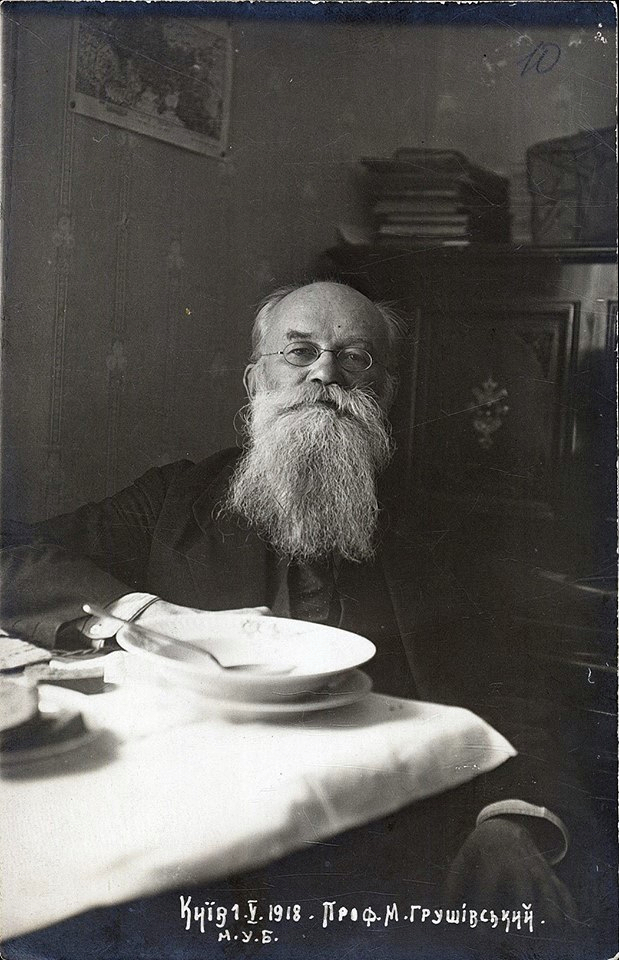
Михайло Грушевський. Київ, 1 травня 1918

Наступ більшовиків на Київ викликав появу IV Універсалу УЦР. 9 (22 січня) 1918 року (фактично — 11 (24) січня) на засіданні УЦР під головуванням та на пропозицію Грушевського УЦР проголосила УНР самостійною, вільною і суверенною державою українського народу. 25 січня (7 лютого) разом з урядом УНР Грушевський залишив Київ, а 28 січня (10 лютого) прибув до Житомира, де добивався ратифікації мирного договору з Німеччиною та надання УНР військової допомоги в боротьбі з більшовиками. На пропозицію Грушевського 12 (25) лютого на засіданні Малої ради в Коростені гербом УНР був затверджений Тризуб. 9 березня 1918 року Грушевський повернувся до Києва.
По поверненні до Києва Грушевський приділяв значну увагу конституційному процесові в Україні. Під його керівництвом розроблено Конституцію незалежної УНР (утверджена 29 квітня 1918 року), згідно з якою верховним органом влади УНР проголосили Всенародні збори, які безпосередньо здійснювали вищу законодавчу владу в УНР і формували вищі органи виконавчої та судової влади. Скликати Всенародні збори і проводити їх мав голова, обраний Всенародними зборами.
29 квітня в Києві відбувся державний переворот і влада перейшла до рук гетьмана Павла Скоропадського. У зв'язку з державним переворотом, здійсненим Скоропадським, Грушевський перейшов на нелегальне становище. У підпіллі займався науковою працею, брав участь в обговоренні питання про заснування Української академії наук, при цьому обстоював думку, що її необхідно засновувати на базі УНТ. Відмовився від пропозиції увійти до складу академії, створеної гетьманом Скоропадським.
У цей час Грушевський написав 4-ту, 5-ту і 6-ту частини «Всесвітньої історії», а також праці «Старинна Історія. Античний світ», «Середні віки Європи».

#### 1919 рік
На початку лютого 1919 року, після здобуття Києва більшовиками, Грушевський виїхав до Кам'янця-Подільського, де видавав часопис «Життя Поділля». У березні переїхав до Станіслава (нині м. Івано-Франківськ), що був столицею Західної області Української Народної Республіки. У цей час завершив написання підручника під назвою «Історія України, приладжена до програм вищих початкових шкіл і низших класів шкіл середніх», опублікований у 1919 році.

### Еміграція
У березні 1919 року емігрував до Чехословаччини. Жив у Празі, потім у Відні як представник закордонної делегації УПСР. Розгорнув широку публіцистичну й наукову діяльність.
Був одним із засновників громадської міжнародної організації — комітету незалежної України та заснував Український соціологічний інститут (УСІ; діяв спочатку в Празі, потім у Відні). У цей час Грушевський переглянув свої погляди з питань державного будівництва. Запропонував концепцію української національної держави-республіки з безкласовим соціальним ладом («Початки громадянства. Генетична соціологія», 1921).
25 серпня 1921 року повідомлено про розкол у таборі Українських лівих есерів за кордоном і створення двох груп: на чолі з Грушевським у Відні та на чолі з М. Шаповалом — у Празі.
4 вересня 1921 року в харківській газеті «Вперед» повідомлено, що ЦК Української партії соціалістів-революціонерів (УПСР) виключив Грушевського з рядів партії, заявивши, що його виїзд до УСРР став зрадою партії, оскільки Грушевський не погодився з рішенням про рееміграцію з ЦК УПСР.
Частина керівників ЦК КП(б)У схвально поставилася до можливого повернення М. С. Грушевського, про що свідчило запрошення приїхати на батьківщину, передане Михайлу Сергійовичу членами делегації УРСР на радянсько-польських перемовинах в Ризі в лютому 1921 року.
Перебуваючи в еміграції, Грушевський, у свою чергу, мав можливість переконатися в байдужості керівників європейських країн до українських подій. Тому не дивно, що, не знайшовши підтримки на Заході, М. Грушевський, починаючи з 1920 року, шукає шляхи зближення з більшовицьким керівництвом України, пише листи С. Косіору та Х. Раковському (тодішньому голові РНК УСРР), пропонуючи їм співпрацю в разі, якщо йому буде дозволено повернутися в Україну для продовження наукової роботи. Своєю владою більшовицькі лідери ні з ким ділитися не збиралися, проте в поверненні на батьківщину такого авторитетного вченого і громадського діяча ліберально-соціалістичних поглядів, як Грушевський, вони були зацікавлені. У жовтні 1922 року Секретаріат ЦК КП(б)У спеціально розглядав питання «Про українську еміграцію». З повідомленнями виступили представник УРСР в Чехословаччині М. Левицький і заступник наркома закордонних справ УРСР Я. Яковлєв.
На еміграції Грушевський проводив роботу над великим науковим проєктом — багатотомною «Історією української літератури». Перші томи цієї роботи були надруковані в 1923 році, останній, 6-й том, лишився в рукопису і був надрукований тільки в 1995 році.

### Академік

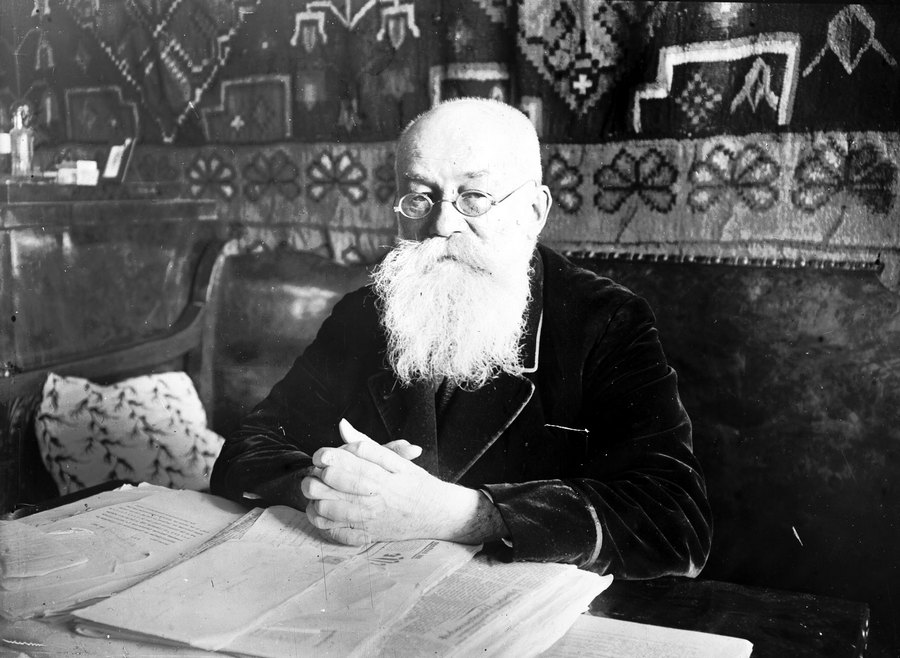
Грушевський у своєму робочому кабінеті в будинку по вул. Паньківській, 9. 1928 р.

1923 року був обраний академіком ВУАН. У березні 1924 року з сім'єю переїхав до Києва. Працював професором історії в Київському державному університеті. Був обраний академіком Всеукраїнської академії наук, керівником історико-філологічного відділу. Очолював археографічну комісію ВУАН, метою існування якої було створення наукового опису видань, надрукованих на території етнографічної України в XVI—XVIII століттях. При цій комісії у зв'язку з 350-річчям друкованої справи в Україні був створений комітет, секретарем якого був призначений Володимир Барвінок. Через шість років його обрали дійсним членом Академії наук СРСР. У 1924—1931 роках очолював історичні установи ВУАН.
Жив у будинку на вул. Паньківській, 9, який ще 1908 року придбали Грушевські на залишені у спадок батькові капітали, і мав свою крихітну кімнатку.
Влітку мешкав у Китаєві, де облаштував будинок по вул. Китаївська, 13/7.
14 квітня 1926 року Політбюро ЦК КП(б)У в постанові «Про Українську академію наук» висловилося за можливість підтримати кандидатуру Грушевського на посаду президента ВУАН. 3 жовтня 1926 року відбулося урочисте вшанування Грушевського у зв'язку з 60-літтям від дня народження та 40-літтям наукової діяльності. 12 січня 1929 року загальні збори АН СРСР обрали Грушевського дійсним членом. 25 квітня 1929 року на засіданні загальних зборів АН СРСР Грушевський поставив питання про потребу створення в її складі Інституту української історії.
З осені 1929 року почався погром історичних установ, створених Грушевським. У листопаді — грудні 1929 року сесія Ради ВУАН ліквідовувала комісії, якими керував Грушевський (остаточно ліквідувала 1933 року). У вересні 1930 року закрито НДКІУ. 11 грудня цього ж року партійний осередок ВУАН ухвалив рішення про посилення ідеологічної боротьби з Грушевським і його теоріями шляхом читання рефератів із критикою його поглядів. У січні 1931 року на засіданні історичних установ ВУАН замість історичної секції, очолюваної Грушевським, створено історичний цикл. Більшість співробітників і учнів Грушевського було заарештовано й заслано.
7 березня 1931 року Грушевський переїхав до Москви.

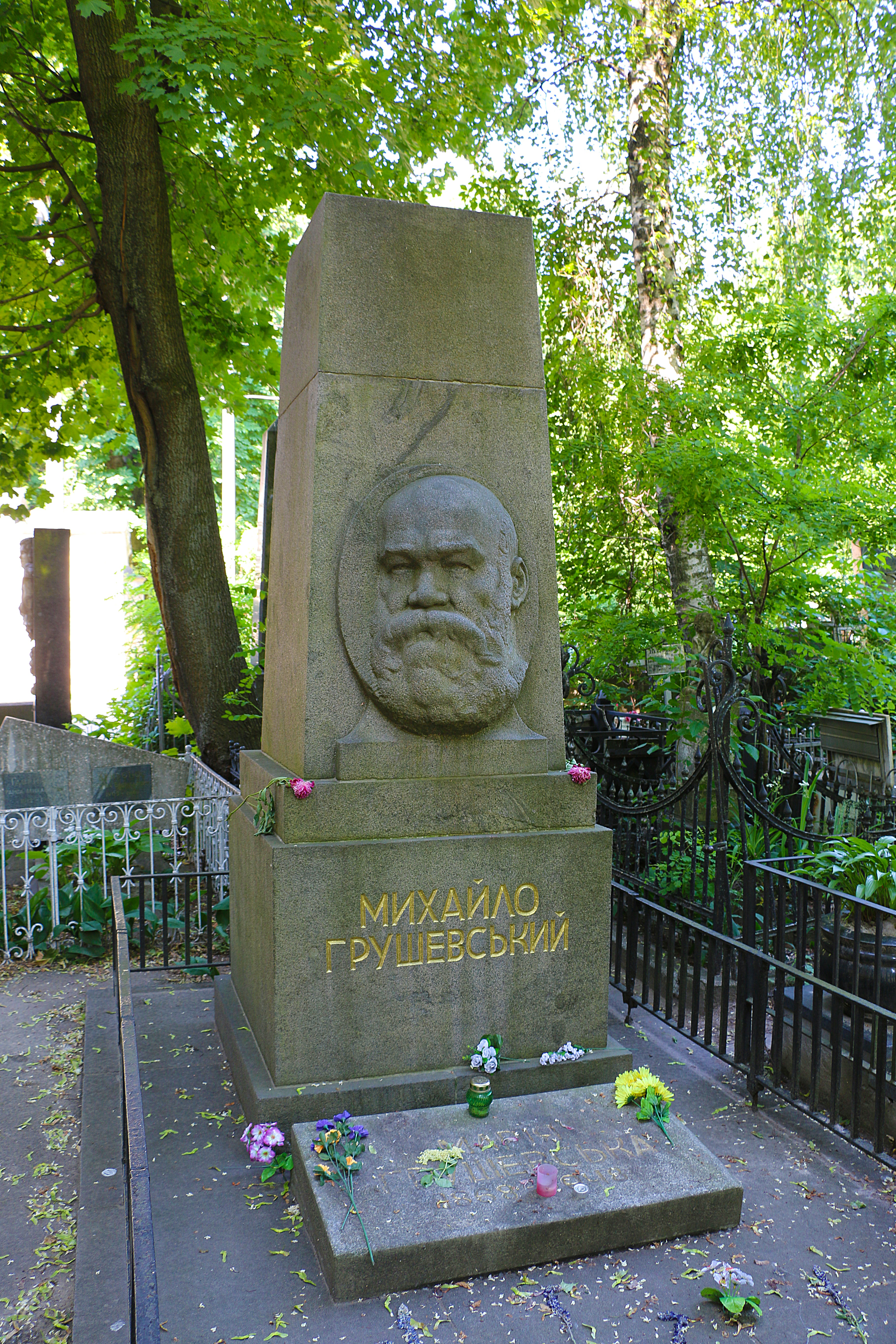
Могила Михайла Грушевського, Байкове кладовище

### Останні роки життя та смерть
Від 1931 року змушений був жити в Москві. У січні 1934 року Володимир Затонський виступив на сесії ВУАН, зробивши основний акцент на критиці академіка Грушевського. Близькість до російських кадетів, орієнтація на німецький імперіалізм у боротьбі з «навалою більшовизму», звинувачення у дворушництві, сумнівність наукової порядності — далеко не повний перелік «гріхів», які посипалися на вченого.
23 березня 1931 року Грушевського заарештували як «керівника Українського націоналістичного центру», вигаданого чекістами. Коли він відмовився визнавати ті «свідчення», що їх з нього «вибили» слідчі погрозами ув'язнити його доньку Катерину, 5 січня 1933 року справу ексголови Центральної Ради закрили зі зловісним водночас поясненням-вердиктом — з огляду на його… смерть.
Наприкінці 1934 року Грушевський відпочивав у одному з санаторіїв у м. Кисловодськ (Ставропольський край, РРФСР, СРСР, нині РФ) і несподівано захворів на карбункул. Операцію з його видалення провів головний лікар місцевої лікарні, який хірургом не був, а перед цим він відмовив Грушевському в проханні бути прооперованим його давнім і перевіреним другом. Помер від сепсису (зараження крові) через три дні після операції. Серце зупинилося о другій годині дня.

Наступного дня газета «Вісті» вмістила повідомлення від Ради Народних Комісарів УСРР про смерть Грушевського. У постанові Раднаркому зазначалося:
«Зважаючи на особливі наукові заслуги перед Радянською Соціалістичною Республікою академіка Грушевського М. С., Рада Народних Комісарів УСРР постановила: Поховати академіка Грушевського М. С. в столиці України — Києві. Похорон взяти на рахунок держави. Для організації похорону утворити урядову комісію в такому складі: тт. Порайко (голова), Богомолець, Палладін, Корчак-Чепурківський. Призначити сім'ї академіка Грушевського М. С. персональну пенсію 500 крб на місяць».
Тіло Грушевського перевезли до Києва, поклали в головній залі Української Академії Наук, а 29 листопада відбулися похорони. Похований на Байковому кладовищі Києва (ділянка № 6, біля Вознесенської церкви). Автори пам'ятника скульптор Іван Макогон і архітектор Василь Кричевський.

## Політичні погляди

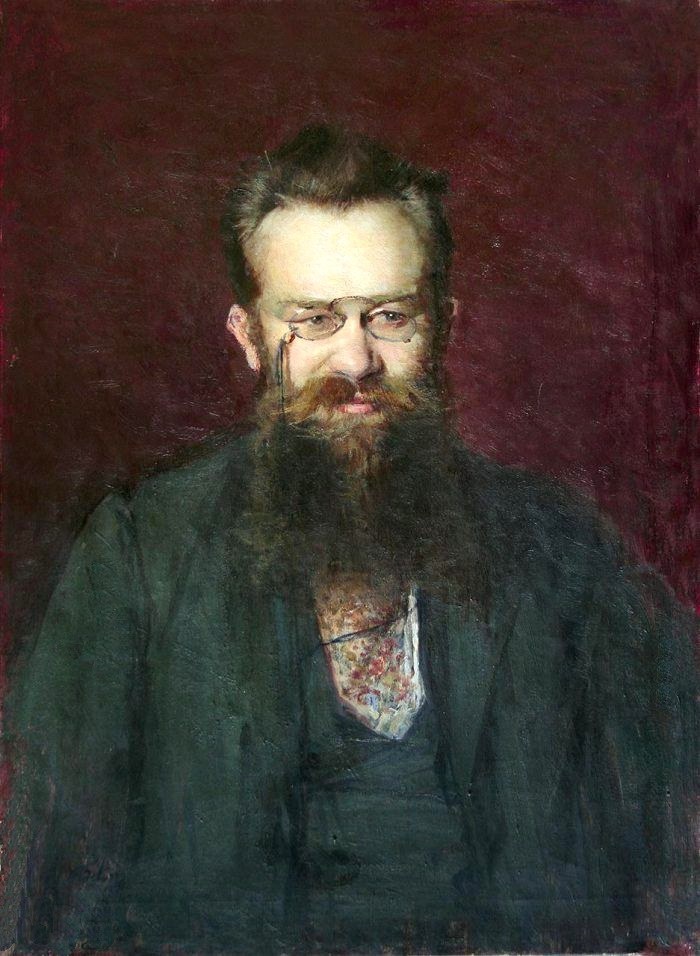
Портрет Михайла Грушевського. Худ. Іван Труш, 1900-ті рр.

Грушевський мав неоднозначну точку зору щодо незалежності України та більшовицького перевороту в Петербурзі. Він здобув основну вищу освіту в російських навчальних закладах, перші політичні кроки робив у 1894—1914 роках, працюючи у Львівському університеті, але згодом все більше уваги приділяв Києву.
Грушевський схилявся до думки, що Російська імперія з часом має демократизуватися і перетворитися на федеративну державу. Повернувшись у результаті Лютневої революції до Києва після сибірського заслання, Грушевський очолив Центральну Раду. Він вважав, що Україна має стати частиною нової федеративної російської держави, і лише наступ більшовиків у січні 1918 року примушує Михайла Сергійовича із соратниками оголосити незалежність.[джерело?]
Після Першої світової війни з'явилася низка так званих «окраїнних держав» в результаті розпаду Австро-Угорської, Османської, Німецької та Російської імперій і постало питання оборони їх національних інтересів. Це стало підставою для створення регіональних дипломатичних і військово-політичних союзів. На той час широко обговорювалося створення «Балто-Чорноморського союзу». Деякі українські державні діячі та дипломати того часу, зокрема Грушевський у праці «Орієнтація чорноморська» 1918 року, висловлювалися «за» балтійсько-чорноморську співпрацю.
Протягом усієї помітної політичної діяльності Грушевський мав різні точки зору на майбутнє країни. Так, під час Гетьманату він відхиляє пропозицію Скоропадського очолити Академію наук України, згодом виявляє прихильність до радянської влади, налагоджує контакти з II інтернаціоналом. Після ліквідації Української держави Грушевський, незважаючи на відомі вже тоді репресії проти українського народу, звертається до більшовиків із пропозицією повернення до Радянської України.

## Природоохоронні погляди
Як історик, М. Грушевський дійшов висновку про надзвичайну агресивність і ту дорогу ціну, якою було оплачено прогрес цивілізації. Від цього він зробив крок до констатування хибності антропоцентризму і визнання факту тотального гноблення природи людиною. Свої екологічні погляди він виклав в оповіданні «На горах», в якому відчувається вплив діячів європейської природоохорони початку ХХ ст.: Гуго Конвенца, Григорія Кожевникова та Яна Павліковського.

## Міф про президентство

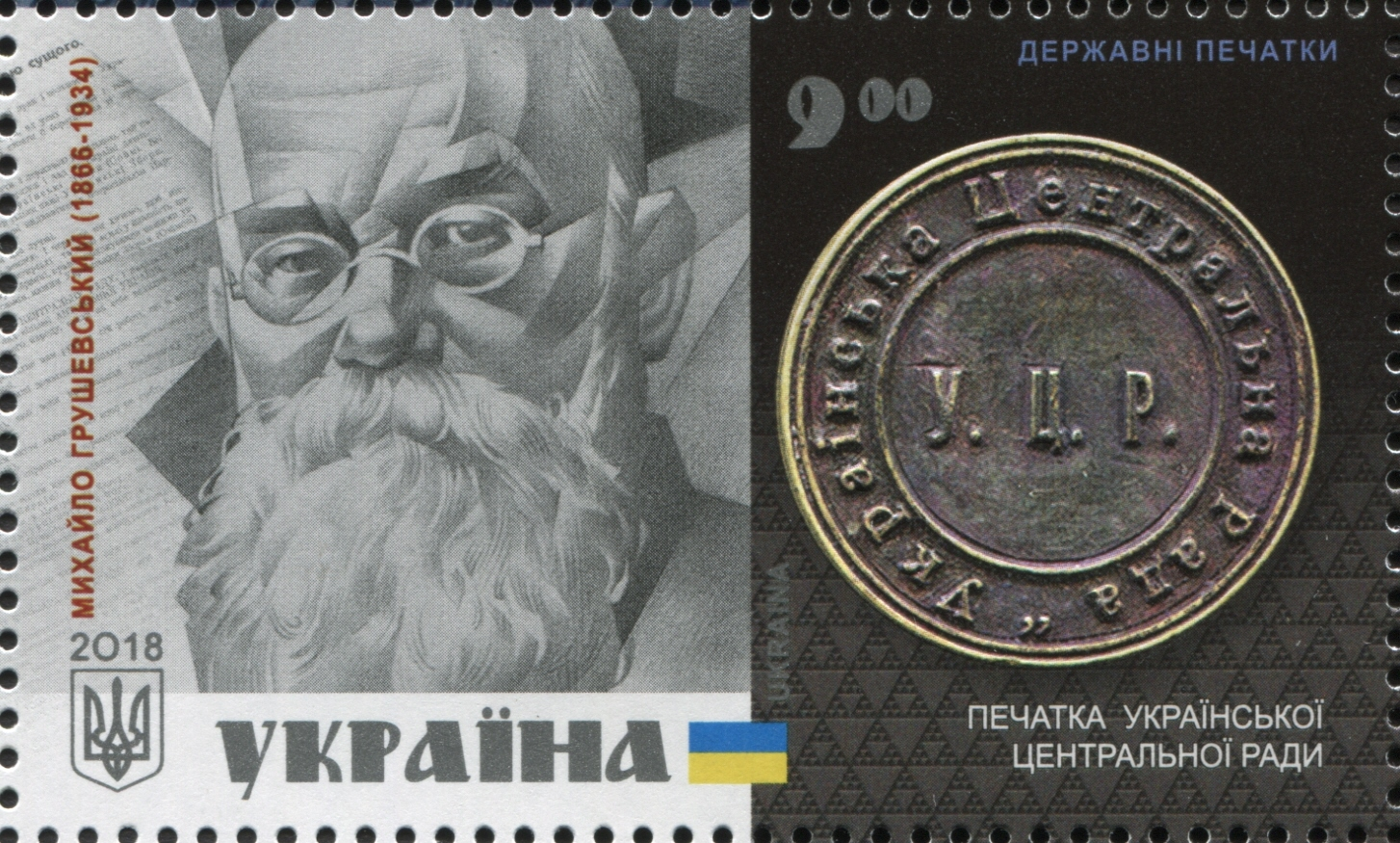
Марка Укрпошти «Печатка Української Центральної Ради. Михайло Грушевський (1866—1934)» із блоку з 4-х марок «Державні печатки України» (2018)

У сучасній українській спільноті існує міф про Грушевського — президента УНР, запроваджений Дмитром Дорошенком. Міф прижився в публіцистиці й у науковій літературі. У Луцьку навіть назвали проспект Президента Грушевського.
Грушевський не був президентом Української Народної Республіки, адже такої посади в УНР не існувало. Також її не передбачала Конституція, ухвалена в останній день функціонування Центральної Ради. Невідомий жодний акт, учинений Грушевським як президентом УНР.
Водночас кваліфікація Грушевського «президент Ради» була тоді досить поширеною, особливо в газетних публікаціях. Наприклад, у статті для американського видання The New York Times Грушевський вказаний як «Президент Української Ради». Це ймовірно пов'язане з тим, що ще одне значення слова президент — голова. Зокрема Грушевський послуговувався візиткою, де був напис французькою мовою «President du Parlament D'Ukraine» (президент парламенту України — тодішній відповідник сучасного Голови Верховної Ради України), а також пізніше підписувався «колишній президент Української Центральної Ради». В протоколах засідань Ради він називався українським словом «голова». Таким чином Грушевський був не головою УНР, а головою Центральної Ради УНР. Найповніший реєстр усіх, хто титулував його президентом, склав історик Павло Усенко у праці «Чи був Михайло Грушевський президентом України?».

## Кінематографічне втілення
Образ Михайла Грушевського можна бачити у декількох художніх кінофільмах, які з радянських позицій зображали встановлення влади більшовиків на теренах України. Його показано там (з більшою чи меншою портретною схожістю) як представника «ворожого табору», що чинить опір робітничо-селянським масам.
Першим таким фільмом став «Арсенал» Олександра Довженка. Оскільки цю кінострічку було знято у 1928 році, коли Грушевський був дійсним членом ВУАН, на екрані з'являється символічний персонаж — голова на Першому всеукраїнському з'їзді показаний таким чином, що з обличчя видно лише велику сиву бороду.
Михайло Грушевський фігурує як дійова особа у кінострічках «Правда» Віктора Добровольського та Ісака Шмарука, 1957 рік (виконавець Сергій Петров), «Киянка» Тимофія Левчука, 1-ша серія, 1958 рік (виконавець ролі в титрах не вказаний), «Мир хатам, війна палацам» Ісака Шмарука, 1970 рік (виконавець ролі Олександр Гай).
За доби незалежної України створено низку документальних фільмів, присвячених життю та діяльності Михайла Грушевського.
Михайла Грушевського показали у фільмі «Таємний щоденник Симона Петлюри». Роль Михайла Грушевського зіграв відомий актор Богдан Бенюк.
Також Михайло Грушевський фігурує у самому початку фільму Крути 1918 разом з Симоном Петлюрою.

## Вшанування пам'яті
22 лютого 2006 року Кабінет Міністрів України заснував академічну стипендію імені М. С. Грушевського для студентів та аспірантів вищих навчальних закладів, що призначається студентам та аспірантам державних вищих навчальних закладів денної форми навчання, які найбільше відзначилися в навчальній та науковій роботі, починаючи з другого курсу.

### Пам'ятники, барельєфи, портрети

Стінопис з найбільшим у світі портретом Михайла Грушевського

У Києві, Луцьку, Барі і Козятині Вінницької області, Долині Івано-Франківської області, Червонограді Львівської області та у Львові споруджено пам'ятники Михайлові Грушевському.
У двоповерховому будинку в Києві по Володимирській вулиці, 35 у 1927—1930 роках працював Михайло Грушевський, про що свідчить барельєф, встановлений на фасаді. Зараз у цьому будинку міститься громадська приймальня Служби безпеки України.
Михайлові Грушевському відкрито меморіальні дошки у Відні, Празі, Варшаві, Холмі, Тбілісі, Мукачевому, Києві.
У 2015 році в центрі Києва на фасаді будинку за адресою вул. Січових Стрільців, 75 намалювали стінопис з найбільшим у світі портретом Михайла Грушевського. Площа стінопису склала 160 м².
21 вересня 2016 року в Холмі на його честь урочисто освятили хрест, розташований поруч із холмською кафедральною православною церквою святого Івана Богослова, у якій був охрещений Михайло.

У січні 2017 року в Ужгороді відкрили пам'ятну дошку на честь М. Грушевського. Також меморіальну дошку на честь Грушевського було встановлено у Хмельницькому.
|                                               |  |  |
| Пам'ятна монета Михайло Грушевський 1996 року |  |  |

### Зображення на грошових знаках
Портрет Михайла Грушевського зображено на банкноті номіналом 50 гривень та на пам'ятних монетах 1996, 2006 та 2016 років.

22 грудня 2021 року Національний банк України випустив пам'ятну банкноту номіналом 500 гривень зразка 2019 року до 30-річчя незалежності України. Основне зображення лицьового боку — портрет Михайла Грушевського.

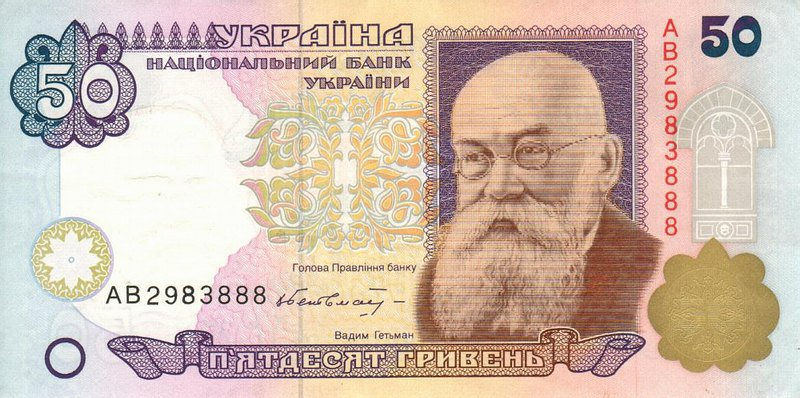
Аверс 50 гривень зразка 1996 року
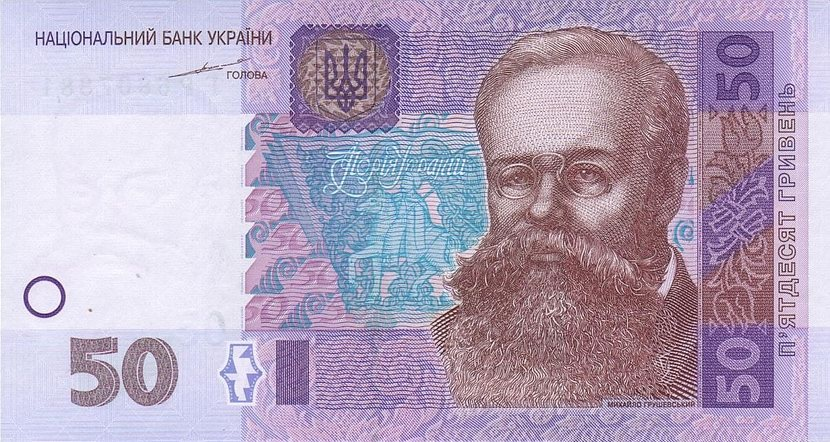
Аверс 50 гривень зразка 2004 року
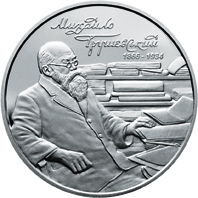
Ювілейна монета НБУ 2016 року

|                                               |  |  |
| Пам'ятна монета Михайло Грушевський 2006 року |  |  |

### Об'єкти, названі іменем Грушевського
Ім'я Михайла Грушевського носить багато вулиць, проспектів та площ в Україні зокрема в Києві. На цій столичній вулиці розташовані будівлі Верховної Ради та Кабінету Міністрів України. Є проспект Грушевського в Кам'янці-Подільському та Луцьку. У місті Чернігів також є проспект Михайла Грушевського. Вулиці Михайла Грушевського є у містах Бровари, Дніпро, Житомир, Запоріжжя, Київ, Кременчук, Полтава, Черкаси.
Також ім'я Грушевського присвоєно Барському гуманітарно-педагогічному коледжу. До 130-річчя Грушевського перевидано монографію «Барське староство», яка була його магістерською дисертацією.
У місті Херсоні є сквер Михайла Грушевського.

### Музеї Михайла Грушевського
Михайло Грушевський писав у «Споминах»:
|  | «Я любив Сестринівку незвичайно, страшенно мріяв про неї і линув душею до неї цілими десятиліттями мого життя. То це було тому, що, як-не-як, був властиво одинокий пункт, де я міг зв'язуватися з українською стихією, дотикатися до української природи, до її культури… Я кохався у тому селі, що наверх мало усі українські прикмети: чепурненькі хатки, солом'яні стріхи, садки, городи, перелази, зарослі вербами береги…» |

На 140-річчя Грушевського в селі Сестринівка (Козятинський район, Вінницька область) — на матеріалах шкільного музею відкрито музей Михайла Грушевського. Первинна споруда — хата діда, пам'ятка історії, не збереглася — розсипалася за останні роки.
Відтворений будинок невеликий — 6×9 м (оригінальний будинок мав розміри 12×17 м). Там розмістилося багато унікальних речей, серед яких є метрична книга місцевої церкви, де записана Глафіра Захарівна: її хрестини та вінчання.
У часи незалежності відкрито музеї Грушевського у Львові, в Івано-Франківській області, у Києві.

## Оцінка діяльності

### Політичні погляди
Грушевський був глибоко переконаний у необхідності демократичних засад для розбудови української державності. Спочатку був прихильником автономії України у складі Росії, але згодом, особливо після подій 1917 року, еволюціонував до ідеї повної незалежності. Навіть після проголошення незалежності, у радикальних націоналістів залишалося переконання, що дії Грушевського були недостатньо рішучими.
Тривалий час Грушевський відстоював ідею перебудови Росії на федеративних засадах з Україною як суб'єктом федерації. Це викликало критику з боку радикальних українських націоналістів, які вважали його "завзятим ворогом" націоналізму. Лише з проголошенням IV Універсалу він відійшов від цієї позиції.
Націоналісти дорікали Грушевському за брак рішучості в умовах війни та революції, відсутність достатнього розуміння важливості створення потужної армії та державних інституцій. Вони вважали, що саме ця "м'якість" призвела до втрати державності.
Для Грушевського нація – це насамперед культурно-історичне утворення. Він доводив окремішність українського народу через його унікальну історичну долю, мову, культуру та самосвідомість. Його головна праця, "Історія України-Руси", була спрямована на обґрунтування цієї самобутності.
Михайло Грушевський вірив у поступовий, еволюційний розвиток національної свідомості та державності. Він не був прихильником революційних стрибків, а радше прагнув до систематичної праці над розвитком української культури, освіти, науки та формування політичної свідомості. Хоча Грушевський підкреслював етнічну самобутність українців, його розуміння нації не зводилося виключно до "крові". Він розумів, що до української нації належать усі, хто проживає на українській землі, поділяє її долю і бажає її розвитку. Йому був чужий образ нації як чисто етнічної спільноти, сполученої зв'язками крові, що характерно для пізнішого інтегрального націоналізму.
Михайло Грушевський вважав, що Україна має бути домом для всіх народів, які на ній проживають, незалежно від їхнього етнічного походження. Грушевський, як видатний історик, чудово розумів, що українські землі протягом століть були перехрестям різних культур і народів. На території України проживали і продовжують проживати євреї, поляки, росіяни, німці, кримські татари та багато інших етнічних груп. Було б нереалістично і несправедливо ігнорувати їхню присутність та їхні права.
Грушевський був категорично проти будь-яких проявів великодержавного шовінізму, який він бачив у сусідніх імперіях. Він прагнув створити українську державу, яка б слугувала прикладом толерантності та взаємної поваги між народами, а не ставала джерелом конфліктів чи дискримінації. Його знаменита фраза: "Націоналізм повинен бути великим або його взагалі не повинно бути" означала саме це – націоналізм має бути інтелектуально та культурно багатим, відкритим і не обмежуватися вузькими етнічними рамками.

### Погляди на релігію
Грушевський розглядав релігію не лише як сукупність вірувань, а як важливий чинник формування ідентичності – як індивідуальної, так і колективної. Він розумів її роль у культурному та соціальному житті народу, у збереженні традицій та цінностей. У своїх історичних працях він приділяв значну увагу релігійним уявленням давніх слов'ян, поширенню християнства та його впливу на суспільство.
Грушевський був рішучим прихильником свободи совісті. Він вважав, що кожна людина має право вільно обирати свою віру або не мати жодної, і держава не повинна втручатися в цю сферу. Він гостро засуджував будь-які форми релігійного примусу, як це відбувалося з уніатами на Холмщині, яких насильно переводили до православ'я.
Грушевський не підтримував ідею державної церкви. Він бачив у ній потенційний інструмент політичного контролю та пригнічення релігійних меншин. Його погляди були спрямовані на секуляризацію держави, де релігія є особистою справою громадян, а не державною інституцією. Він критикував ті аспекти церковного життя (особливо православного духовенства), які, на його думку, були пов'язані з некультурністю, деморалізацією або обслуговуванням імперської влади.
Хоча він виступав за світську державу, Грушевський, як український патріот, розумів значення церкви як важливого інституту для формування та збереження національної ідентичності. Він підтримував ідею автокефалії Української православної церкви, розглядаючи її як необхідний крок до повної духовної незалежності України від впливу Московської патріархії. Тобто йшлося не про підпорядкування церкви державі, а про незалежність української церкви від іноземних центрів.
У його "Історії України-Руси" релігійні аспекти та діяльність церковних структур (як православних, так і католицьких) є невід'ємною частиною викладу. Він аналізував вплив Берестейської унії, боротьбу між конфесіями, роль монастирів, становище духовенства тощо. Грушевський бачив, як релігія впливала на політику, культуру, соціальні відносини.
Він виступав за те, щоб в Україні мирно співіснували православні, католики (греко-католики і римо-католики), протестанти, євреї, мусульмани та представники інших віросповідань, і щоб їхні релігійні права були гарантовані державою.

### Погляди на створення української армії
Погляди Михайла Грушевського на армію та військове будівництво були дещо складними та еволюціонували протягом його життя, особливо під час Української революції 1917-1921 років. Він, як інтелектуал та історик, радше був "людиною пера", ніж "людиною шаблі", що, можливо, вплинуло на його підходи до військових питань.
Після початку Української революції, коли стало очевидним прагнення до автономії, а потім і незалежності, Грушевський визнавав, що будь-яка держава, яка прагне суверенітету, повинна мати власні збройні сили. Він розумів, що армія є ключовим атрибутом державності та необхідним інструментом для захисту її інтересів та територіальної цілісності.
Грушевський вірив, що міцність нації та держави має ґрунтуватися передусім на високій національній свідомості, культурному розвитку та демократичних інститутах. Він вважав, що ці фактори є не менш, а то й більш важливими, ніж суто військова сила. Його основна увага була зосереджена на розбудові державних інституцій, освітніх та культурних програм, а не на негайному створенні потужної армії.
Погляди Грушевського часто входили в конфлікт з позицією військових діячів, які, стикаючись з агресією зовнішніх ворогів, наполягали на негайному та рішучому формуванні регулярної армії. Зокрема, такі діячі, як Симон Петлюра та інші військові лідери, часто критикували Центральну Раду та її голову за повільність у військовому будівництві та недостатнє розуміння нагальних потреб оборони.
Звичайно, реалії війни та необхідність захисту УНР від російсько-більшовицької агресії змусили Грушевського та Центральну Раду змінити свої підходи. Були зроблені спроби формування українських збройних сил (Вільного козацтва, згодом регулярних частин), проте через брак часу, ресурсів, досвіду та постійну зміну політичної ситуації, ці зусилля часто були недостатніми.

## Критика
Бжеський Роман (псевдонім Млиновецький Р.) вважав його «завзятим ворогом» українського націоналізму.

## Галерея

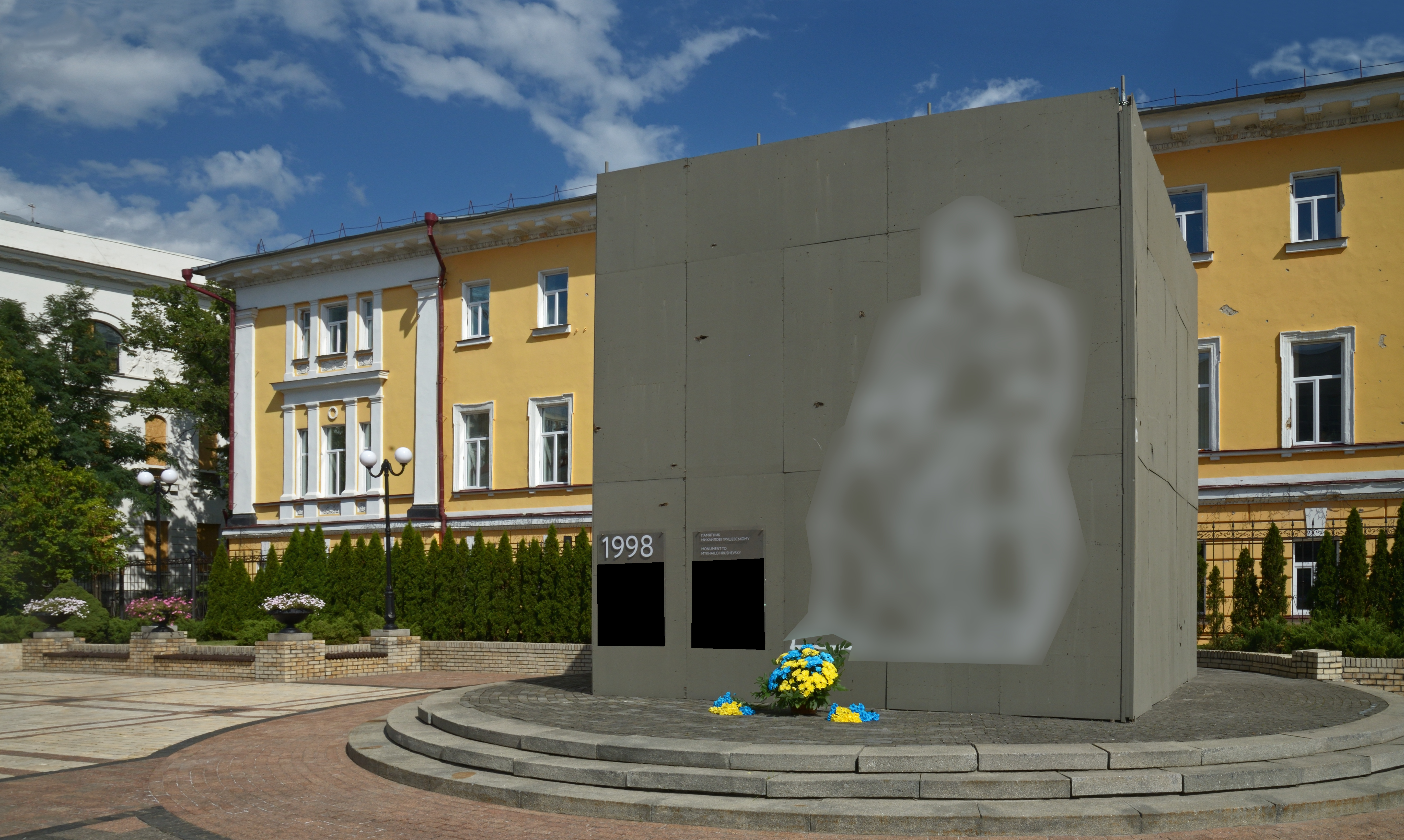
Пам'ятник Михайлові Грушевському, укритий від російських обстрілів. Київ, 2023
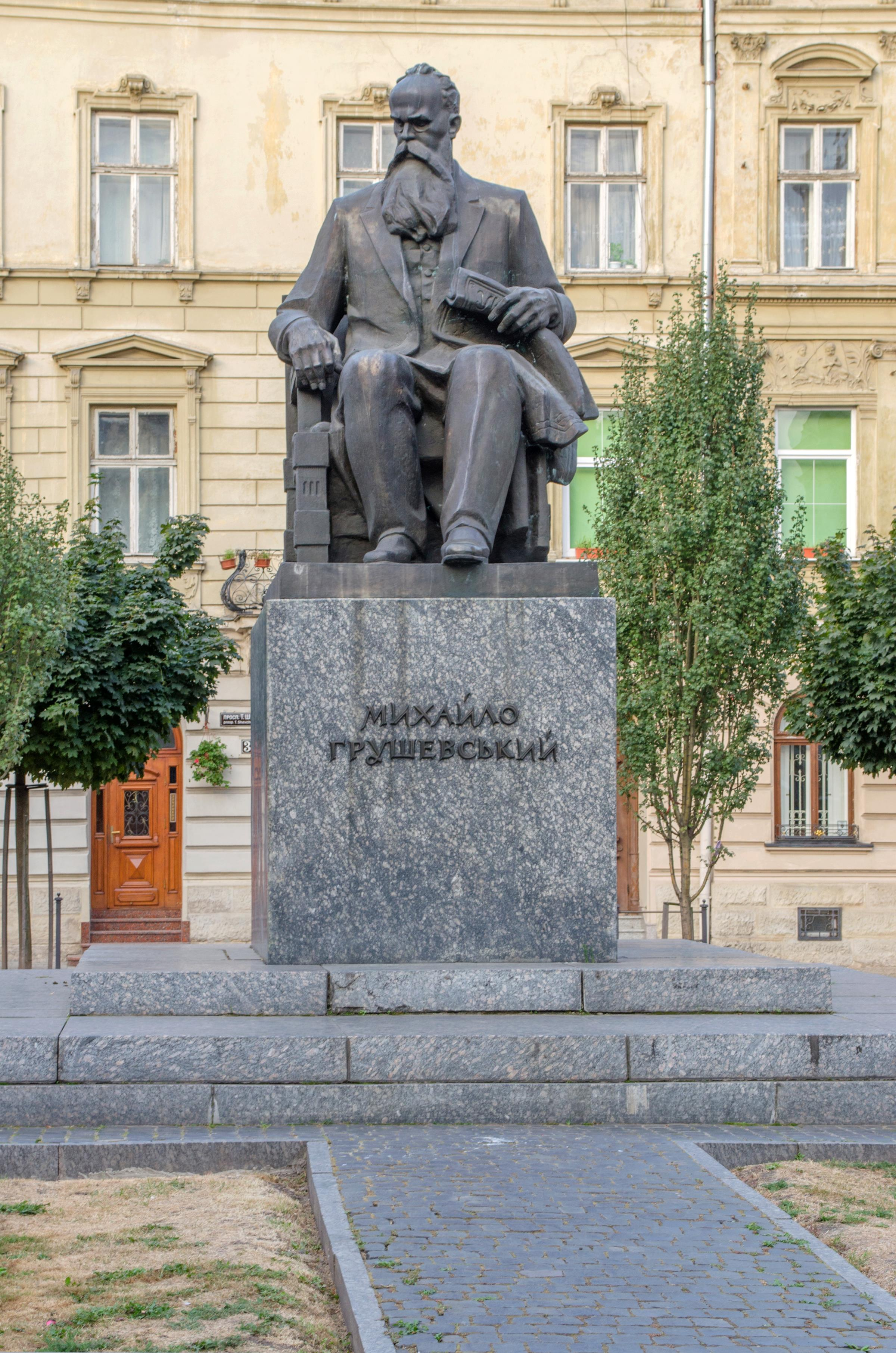
Пам'ятник у Львові
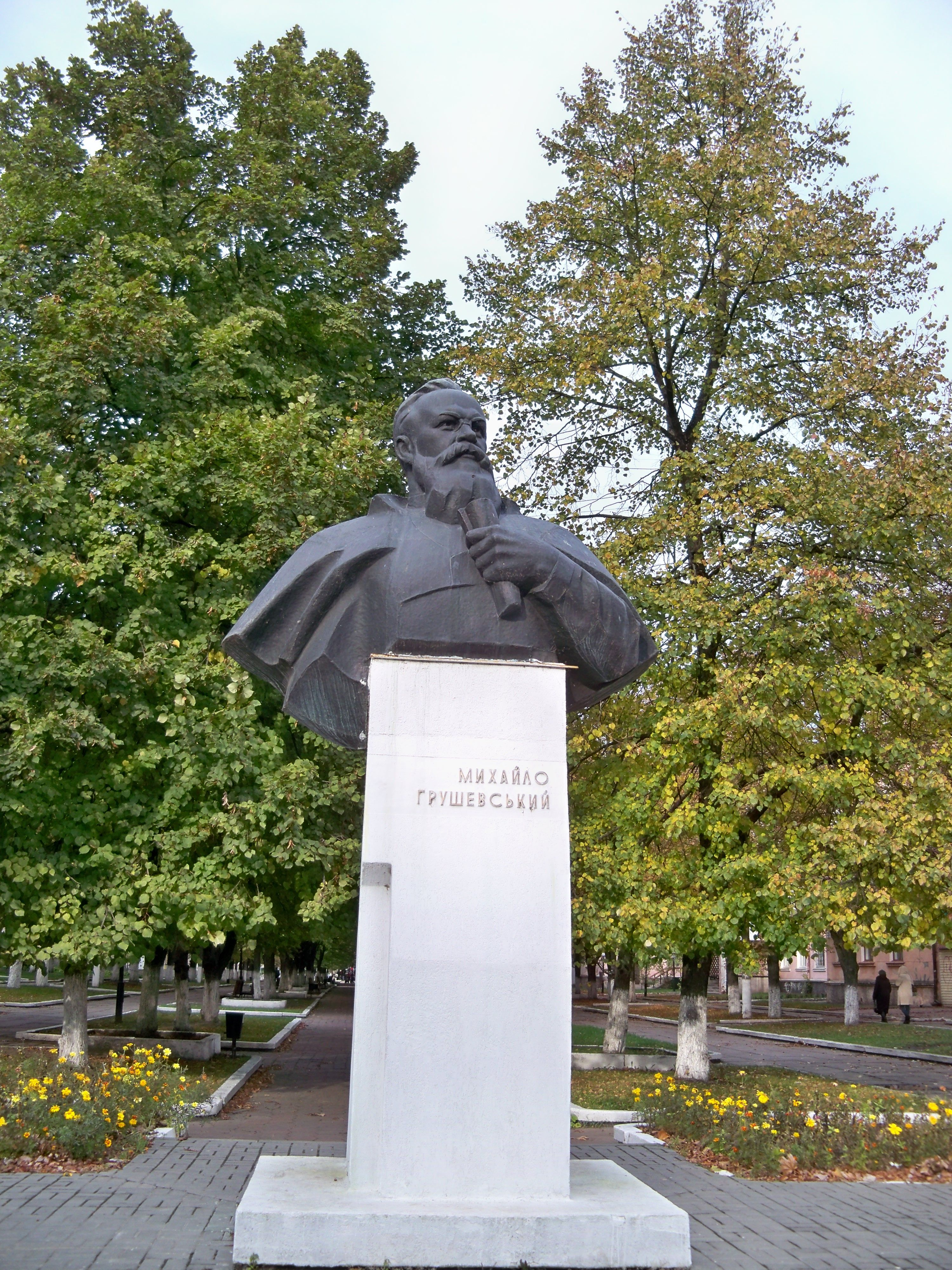
Погруддя у Червонограді
Меморіальна дошка на будинку на вул. Володимирській, де була ВУАН
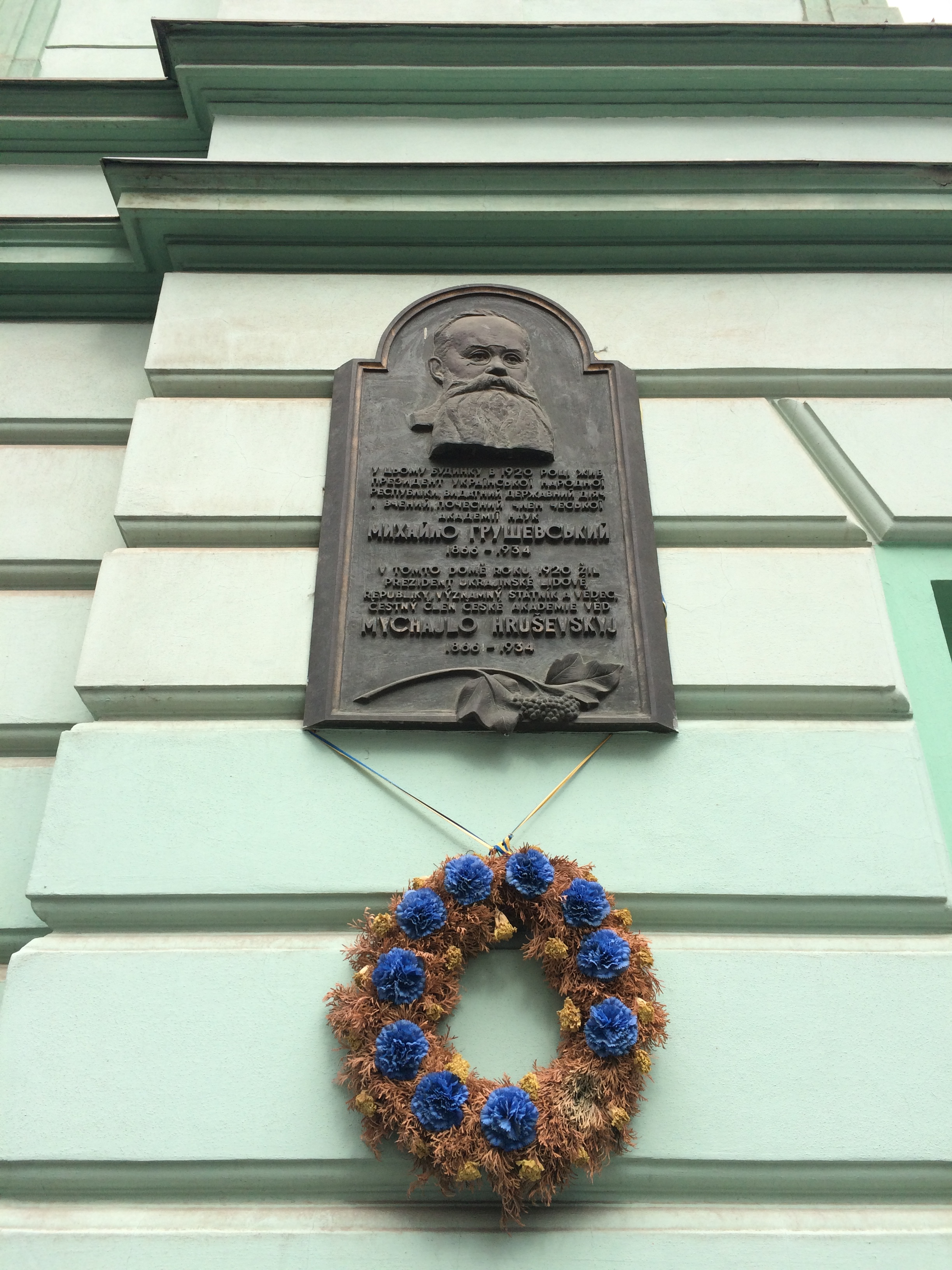
Меморіальна дошка у Празі (Чехія)
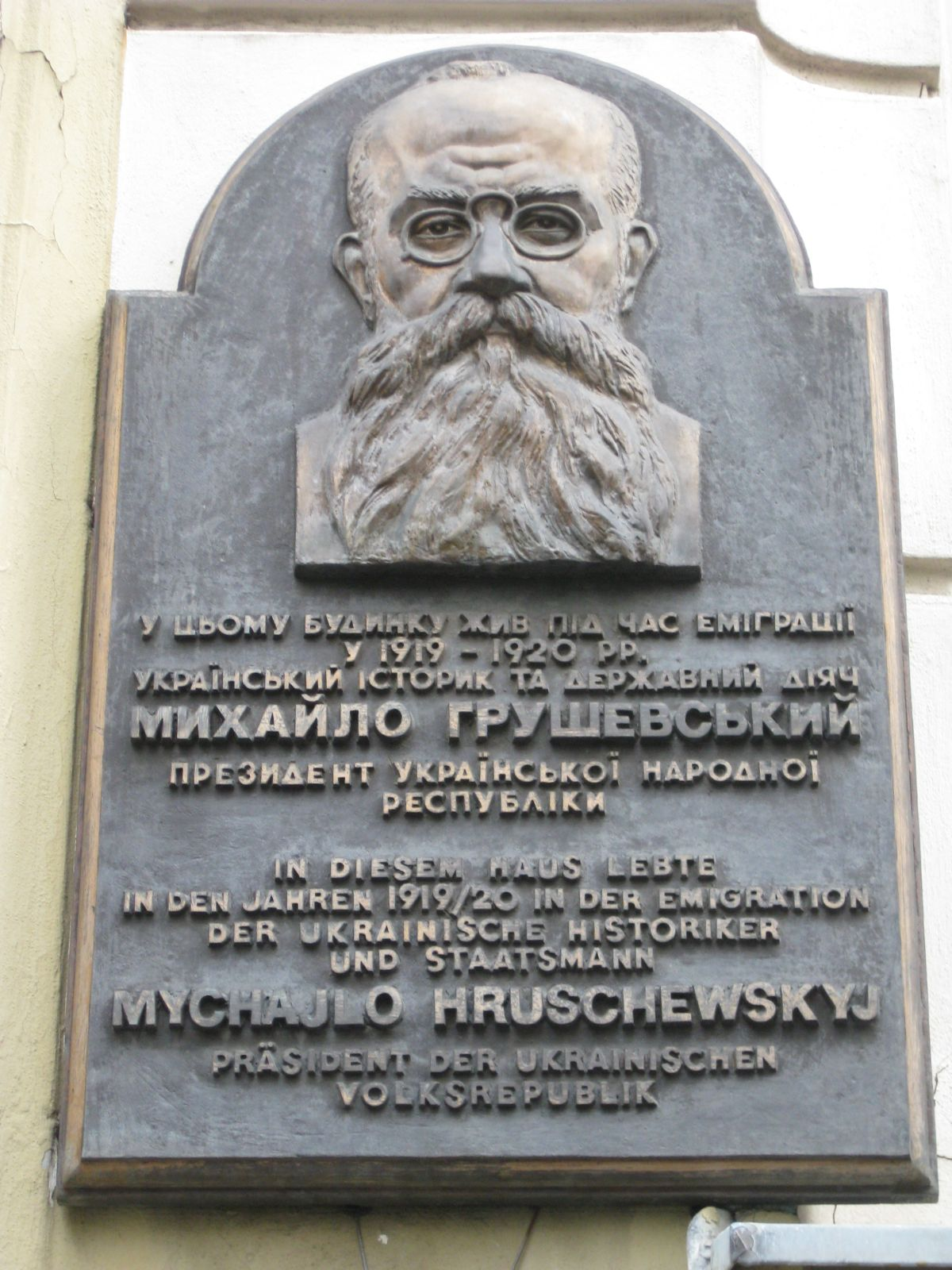
Меморіальна дошка у місті Відень (Австрія)
Меморіальна дошка на Червоному корпусі КНУ

## Доробок

### Багатотомні праці
- Історія України-Руси (1898—1936)
- Історія української літератури (1923—1930)

### Найважливіші праці
- Очерк истории Киевской земли от смерти Ярослава до конца XIV столетия (рос.) (1891)
- Барское староство, исторические очерки (XV—XVIII в.) (рос.) (1894)
- Кіевская Русь (1911)
- Культурно-національний рух на Україні в XVI—XVII віці (1912)
- История украинского казачества до соединения с московским государством (рос.) (1913—1914)
- Украинскій народъ въ его прошломъ и настоящемъ (рос.) (1914—1916)
- З починів українського соціялістичного руху. Мих. Драгоманов і женевський соціялістичний гурток (1922)
- З історії релігійної думки на Україні (1925)

### Науково-популярні видання
- Про старі часи на Україні (1907)[47]
- Ілюстрована Історія України (1913)
- Як жив український народ (1915)
- Всесвітня історія в короткім огляді (1917—1918; 1920)

### Публіцистика
- Украинский вопрос (1907)[48]
- Наша політика (1911)[49]
- На порозі нової України (1918)[50]

### Найважливіші статті
- Звичайна схема «русскої» історії й справа раціонального укладу історії східного слов'янства (1904)
- Національный вопросъ и автономія (рос.) (1907)
- Якої автономії і федерації хоче Україна (1917)

### Художня творчість
- Бех-Аль-Джуґур (1901)[51]
- Sub divo (1917)
- З старих карток: оповідання (1918)[52]
- Під зорями: оповідання, начерки, замітки, іст. образи (1920-ті)

### Упорядкування
- Жерела до історії України-Руси в 4 т. (1895—1903)
- Матеріали до історії суспільно-політичних і економічних відносин Західньої України (1905—1906)
- Чернигів і Північне Лівобережжя: огляди, розвідка, матеріали (1928)[53]

### Інші видання
- Грушевський М. С. Співаник з початку XVIII в. // Літературні студії 1896 р. — Михайло Грушевський. Енциклопедія життя і творчості. [Архівовано 5 травня 2019 у Wayback Machine.]
- Грушевський М. Українство і питання дня в Росії / Михайло Грушевський. — У Львові: Накладом авт., 1905. — С. 4–12. [Архівовано 14 серпня 2020 у Wayback Machine.]
- Грушевський М. С. Про українську мову і українську школу / проф. Михайло Грушевський. — 2-ге вид. — Київ: Відродженнє, 1913. — 35 с. [Архівовано 19 вересня 2020 у Wayback Machine.]
- Грушевський М. С. Про українську мову й українську справу: ст. й замітки / проф. Мих. Грушевський. — Київ: Друк. П. Барського, 1907. — 23 с. [Архівовано 18 вересня 2020 у Wayback Machine.]
- Грушевський М. Про батька козацького Богдана Хмельницького / Михайло Грушевський. — Київ: Друк. 1-ї Київ. Друк. Спілки, 1909. — 96 с. [Архівовано 11 серпня 2020 у Wayback Machine.]
- Грушевський М. С. Sub divo: оповідання, начерки, замітки / Мих. Грушевський. — Київ: Друк. Акц. т-ва «Петро Барський», 1918. — 111 с. [Архівовано 4 серпня 2020 у Wayback Machine.]
- Грушевський М. Початки громадянства: (ґенетична соціолоґія) / Мих. Грушевський. — Прага: Заграничне бюро і склад видань в Празі, 1921. — 326 с. [Архівовано 25 вересня 2020 у Wayback Machine.]
- Грушевський М. Під зорями: оповідання, начерки, замітки, іст. образи / Михайло Грушевський. — Б. м. : Рух, 19–?. — 580 с. [Архівовано 5 серпня 2020 у Wayback Machine.]
- Грушевський М. Из польско-украинских отношений Галиции: несколько ил. к вопросу: автономия областная или нацонально-территориальная / проф. Мих. Грушевский. — 2-е изд. — СПб. : Тип. т-ва «Обществ. Польза», 1907. — 74 с. [Архівовано 3 серпня 2020 у Wayback Machine.]
- Грушевський М. За український маслак: (в справі Холмщини) / проф. Мих. Грушевський. — Київ: Друк. П. Барського, 1907. — 38 с. [Архівовано 9 серпня 2020 у Wayback Machine.]
- Грушевський М. Движение политической и общественной украинской мысли в XIX столетии / Мих. Грушевский. — СПб. : Тип. т-ва «Обществ. Польза», 1907. — 18 с. [Архівовано 19 вересня 2020 у Wayback Machine.]
- Грушевський М. С. Вопрос об украинских кафедрах и нужде украинской науки / проф. Мих. грушевський. — СПб. : Тип. т-ва «Обществ. польза», 1907. — 50 с. [Архівовано 7 серпня 2020 у Wayback Machine.]
- Грушевський М. Спірні питання староруської етнографії / М. Грушевський. — СПб. : Тип. Имп. АН, 1904. — 17 с. [Архівовано 20 вересня 2020 у Wayback Machine.]
- Hruschewskyj M. Die Ukrainische Frage in historischer Entwicklung: aus dem Ukr. / von Michael Hruschewskyj. — Wien: Verl. des Bundes zur Befreiung der Ukraina, 1915. — 52 S. [Архівовано 24 листопада 2020 у Wayback Machine.]
- Hruchevski M. La lutte sociale et politique en Ukraine, 1917—1918–1919 / Michel Hruchevski ; Délégation du parti socialiste-révolutionnaire ukrainien. — Prague, 1920. — 42 p. [Архівовано 24 листопада 2020 у Wayback Machine.]

## Повне зібрання творів
Повне зібрання творів М. Грушевського — найповніше 50-томне видання творчої спадщини видатного вченого і громадського діяча (всі опубліковані й неопубліковані твори, його епістолярна, мемуарна спадщина й архів).
Кожний окремий том упорядковують фахівці з інститутів археографії, археології, історії України, літератури, співробітники архівних установ і музеїв Львова та Києва.
У першому томі кожної серії вміщена вступна стаття, яка досліджує окремий напрям діяльності вченого. Закінчуються томи коментарем, примітками і покажчиками.